# Elecciones al Parlamento Europeo de 2014
Las elecciones al Parlamento Europeo de 2014 tuvieron lugar en la Unión Europea, entre el 22 y el 25 de mayo, con una participación del 43,09 %, similar a las de las elecciones de 2009. En ellas se eligieron por sufragio universal, directo, libre y secreto los 751 diputados europeos que integrarán la eurocámara y que representarán a la ciudadanía europea en el periodo comprendido desde 2014 a 2019, la VIII legislatura de la cámara.
Fueron las primeras elecciones tras la entrada en vigor del Tratado de Lisboa, que introdujo cambios en la composición de la cámara y dio más poder al Parlamento Europeo. Ahora es esta cámara la que debe nombrar al Presidente de la Comisión Europea, a propuesta del Consejo Europeo en función de los resultados de las elecciones, por mayoría cualificada.
Por formaciones, el Partido Popular Europeo fue el ganador de las elecciones con 212 diputados, perdiendo 56 en relación con el final de la VII legislatura del Parlamento Europeo. Le siguió el Partido de los Socialistas Europeos con 184 escaños, 11 menos que antes de las elecciones, el Partido de la Alianza de los Liberales y Demócratas por Europa con 50 escaños, que perdió 23 asientos, la Alianza de los Conservadores y Reformistas Europeos, que perdió tres, y la Alianza Europea por la Libertad, que logró subir 21 escaños hasta los 38 eurodiputados.
Por grupos, el Grupo del Partido Popular Europeo volvió a ser el más grande con 221 escaños, perdiendo 52 respecto a antes de las elecciones, seguido del Grupo de la Alianza Progresista de Socialistas y Demócratas que se quedó en 191, perdiendo solo cinco. El Grupo de los Conservadores y Reformistas Europeos logró la tercera plaza con 68 diputados, superando así al Grupo de la Alianza de los Liberales y Demócratas por Europa.

## Candidaturas europeas
Los partidos nacionales de la Unión Europea suelen organizarse a través de partidos políticos europeos. Para ser un partido oficial, las agrupaciones deben tener una representación significativa en al menos una cuarta parte de los Estados de la Unión, respetar los valores y principios sobre los que se funda la Unión Europea y haber participado en las elecciones europeas, o haber manifestado su intención de hacerlo.
Al final de la VII legislatura del Parlamento Europeo, tenían presencia un total de 15 partidos políticos europeos, o alianzas informales de partidos políticos de la Unión. El Partido Popular Europeo era el que más presencia tenía con 269 escaños, seguido del Partido de los Socialistas Europeos y del Partido de la Alianza de los Liberales y Demócratas por Europa con 195 y 73 eurodiputados respectivamente. Otros, como la Alianza por la Europa de las Democracias o el Movimiento Político Cristiano Europeo tenían solo un representante.
Además, los partidos políticos europeos forman los grupos políticos del Parlamento Europeo. No obstante, estos grupos no siempre corresponden totalmente con los partidos, ya que a menudo varios partidos políticos forman un único grupo o diputados de un mismo partido forman parte de grupos diferenciados. Para formar un grupo político se necesitan al menos 25 diputados de siete países, lo que representa un cuarto de los estado miembro de la Unión Europea.

## Sistema electoral
| Estado miembro  | Escaños |
| --------------- | ------- |
| Alemania        | 96      |
| República Checa | 21      |
| Croacia         | 11      |
| Francia         | 74      |
| Grecia          | 21      |
| Irlanda         | 11      |
| Italia          | 73      |
| Hungría         | 21      |
| Lituania        | 11      |
| Reino Unido     | 73      |
| Portugal        | 21      |
| Letonia         | 8       |
| España          | 54      |
| Suecia          | 20      |
| Eslovenia       | 8       |
| Polonia         | 51      |
| Austria         | 18      |
| Chipre          | 6       |
| Rumania         | 33      |
| Bulgaria        | 17      |
| Estonia         | 6       |
| Países Bajos    | 26      |
| Finlandia       | 13      |
| Luxemburgo      | 6       |
| Bélgica         | 21      |
| Dinamarca       | 13      |
| Malta           | 6       |
| Eslovaquia      | 13      |
| Total:          | 751     |

Los países de la Unión Europea eligen, según sus leyes nacionales, que sistema electoral usan para repartir los escaños que tienen asignados. Por ejemplo, países como España, Portugal, Alemania o Grecia realizan una única circunscripción única mientras Reino Unido, Irlanda, Francia o Italia dividen su territorio en diversas circunscripciones para elegir a los candidatos.
La edad mínima de votación se sitúa en los 18 años en gran parte de la Unión, con la excepción de Austria que la marca en 16, Bélgica, Bulgaria, Estonia, Letonia, Lituania, Polonia, Eslovaquia, República Checa e Irlanda que la sitúan en 21 años, Francia y Rumanía que la establecen en 23 y Grecia, Italia y Chipre que marcan la edad mínima de voto en los 25 años. Además en Luxemburgo, Bélgica, Chipre y Grecia, el voto es obligatorio.
El sistema elegido para el reparto de votos mayoritario es el Sistema D'Hondt, usado en 17 países. El Voto único transferible es usado para el reparto en Malta e Irlanda, mientras que el Método Sainte-Laguë lo usan en Alemania, Letonia y Suecia, el Método del resto mayor en Bulgaria, Lituania e Italia, el muestreo por cuotas con Cociente Droop en Eslovaquia y Chipre, y el Método Enishimeni Analogiki, un sistema de representación proporcional reforzado, se usa en Grecia.
Por último, la barrera electoral también es diferente según el país. 13 países no fijan límite, entre ellos Alemania tras una sentencia del Tribunal Constitucional, Chipre lo marca en el 1,8 %, Grecia en el 3 %, Austria, Italia y Suecia en el 4 % y Francia, República Checa, Letonia, Lituania, Polonia, Eslovaquia, Hungría, Rumanía y Croacia lo sitúan en el 5 %.
Las elecciones se celebraron en diversas fechas en los diversos Estados miembros de la Unión Europea, siempre dentro del rango de cuatro días que acuerda el Parlamento Europeo, y que en esta ocasión fue del jueves 22 al domingo 25 de mayo. Se eligieron un total de 751 diputados entre los 28 Estados miembros de la Unión Europea, en función de su población. El primer voto de las elecciones fue recogido a las 07:00 del jueves 22 de mayo en Reino Unido y Países Bajos cerrándose el proceso a las 23:00 del domingo 25 de mayo en Italia. Será en ese momento cuando se den a conocer los escrutinios totales o parciales de los países de la Unión, aunque los colegios electorales hayan cerrado días antes.
| 22 de mayo                                       | 23 de mayo      | 24 de mayo                                      | 25 de mayo | Mapa |
| ------------------------------------------------ | --------------- | ----------------------------------------------- | --- | ---- |
| Países Bajos, Reino Unido (incluyendo Gibraltar) | Irlanda         | Eslovaquia, Francia de ultramar, Letonia, Malta | Alemania, Austria, Bélgica, Bulgaria, Chipre, Croacia, Dinamarca, Eslovenia, España, Estonia, Finlandia, Francia, Grecia, Hungría, Italia, Lituania, Luxemburgo, Polonia, Portugal, Rumanía, Suecia |      |
| Países Bajos, Reino Unido (incluyendo Gibraltar) | República Checa |                                                 | Alemania, Austria, Bélgica, Bulgaria, Chipre, Croacia, Dinamarca, Eslovenia, España, Estonia, Finlandia, Francia, Grecia, Hungría, Italia, Lituania, Luxemburgo, Polonia, Portugal, Rumanía, Suecia |      |

## Composición en la anterior Legislatura del Parlamento Europeo

### Partido Popular Europeo
- Diputados electos en la anterior legislatura: 269 escaños.
- Grupo Parlamentario en la anterior legislatura: Grupo del Partido Popular Europeo.

El Partido Popular Europeo (EPP) agrupaba a final de legislatura a 72 partidos de Estados miembros de la Unión Europea y de fuera de la misma, con ideologías de democracia cristiana, conservadurismo, conservadurismo social, humanismo cristiano y europeísmo. La Unión Demócrata Cristiana de Alemania, con 40 escaños, y el Partido Popular de España, con 24 eurodiputados, fueron las principales fuerzas del partido en la legislatura 2009-2014 del Parlamento Europeo.

### Partido de los Socialistas Europeos
- Diputados electos en la anterior legislatura: 195 escaños.
- Grupo Parlamentario en la anterior legislatura: Grupo de la Alianza Progresista de Socialistas y Demócratas.

El Partido de los Socialistas Europeos (PSE) agrupaba en 2014 a 56 partidos de Estados miembros de la Unión Europea y de fuera de la misma, con ideologías socialdemócratas, socialistas y laboristas. En la legislatura 2009-2014, el Partido Socialista Obrero Español y el Partido Socialdemócrata de Alemania con 23 escaños, así como el Partido Democrático de Italia con 21 escaños, llevaron el peso del partido en el Parlamento Europeo.

### Partido de la Alianza de los Liberales y Demócratas por Europa
- Diputados electos en la anterior legislatura: 73 escaños.
- Grupo Parlamentario en la anterior legislatura: Grupo de la Alianza de los Demócratas y Liberales por Europa.

El Partido de la Alianza de los Liberales y Demócratas por Europa (ALDE Party) agrupaba a 42 partidos de 24 países de la Unión Europea, así como otros 17 partidos de 14 países extracomunitarios. Dentro de sus corrientes ideológicas internas se encuentran el social liberalismo, el radicalismo, el liberalismo clásico y el federalismo europeo. Sus dos principales fuerzas en el Parlamento Europeo en 2014 eran el Partido Democrático Liberal de Alemania y los Liberal Demócratas del Reino Unido con 12 eurodiputados cada uno.

### Alianza de los Conservadores y Reformistas Europeos
- Diputados electos en la anterior legislatura: 45 escaños.
- Grupo Parlamentario en la anterior legislatura: Grupo de los Conservadores y Reformistas Europeos.

La Alianza de los Conservadores y Reformistas Europeos (AECR) agrupaba a 19 partidos de 16 países diferentes, de ideología conservadora, euroescéptica y antifederalista. El partido con más peso dentro del grupo era el Partido Convervador del Reino Unido con 25 escaños, y fundador del mismo tras escindirse del Partido Popular Europeo, seguido del Partido Democrático Cívico de la República Checa.

### Partido Verde Europeo
- Diputados electos en la anterior legislatura: 45 escaños.
- Grupo Parlamentario en la anterior legislatura: Grupo de Los Verdes / Alianza Libre Europea.

El Partido Verde Europeo (EGP) agrupaba en 2014 a 32 partidos ecologistas nacionales de 29 países de Europa, con cuatro no miembros de la Unión Europea, en una formación de dimensión europea. Tiene como raíz ideológica las políticas verdes como la responsabilidad ambiental, la libertad individual, la democracia, la diversidad, la justicia social, la igualdad de género, un desarrollo sostenible global, y la no violencia. En la legislatura 2009-2014 fue la Alianza 90/Los Verdes de Alemania quien llevó el peso del grupo con 14 diputados frente a los seis de Les Verts de Francia y los dos diputados de Los Verdes-La Alternativa Verde de Austria, de Izquierda Verde de los Países Bajos y del Partido Verde de Inglaterra y Gales del Reino Unido.

### Partido de la Izquierda Europea
- Diputados electos en la anterior legislatura: 23 escaños.
- Grupo Parlamentario en la anterior legislatura: Grupo Confederal de la Izquierda Unitaria Europea / Izquierda Verde Nórdica.

El Partido de la Izquierda Europea (PEL) agrupaba a 35 partidos de 21 países de la Unión Europea, tanto de pleno derecho como observadores. La formación es considerada de izquierda anticapitalista europea, siendo principalmente de las corrientes comunistas y socialistas democráticos. El Die Linke de Alemania, con ocho eurodiputados, y el observador Partido Comunista de Bohemia y Moravia, con cuatro asientos, eran los principales partidos del grupo.

### Movimiento por la Europa de las Libertades y la Democracia
- Diputados electos en la anterior legislatura: 17 escaños.
- Grupo Parlamentario en la anterior legislatura: Grupo Europa de la Libertad y la Democracia.

El Movimiento por la Europa de las Libertades y la Democracia (MELD) integraba en 2014 a 13 partidos políticos de 12 países de la Unión Europea. Su ideología se enmarca dentro de la extrema derecha, el conservadurismo y el nacionalismo. El partido con mayor representación fue la Liga Norte de Italia con nueve eurodiputados, hasta alinearse con la Alianza Europea por la Libertad, seguido de Orden y Justicia de Polonia con cuatro escaños.

### Alianza Europea por la Libertad
- Diputados electos en la anterior legislatura: 17 escaños.
- Grupo Parlamentario en la anterior legislatura: No inscritos.

La Alianza Europea por la Libertad (EAF) integraba a siete partidos políticos y dos observadores de nueve países de la Unión Europea. Su ideología gira en torno al euroescepticismo y la extrema derecha. Su máximo exponente es el Frente Nacional francés, que consiguió tres escaños, y el Partido de la Libertad de Austria, con dos eurodiputados, además de la Liga Norte, con nueve eurodiputados, que se alineó con este partido tras dejar el Movimiento por la Europa de las Libertades y la Democracia.

### Partido Demócrata Europeo
- Diputados electos en la anterior legislatura: 13 escaños.
- Grupo Parlamentario en la anterior legislatura: Grupo de la Alianza de los Demócratas y Liberales por Europa.

El Partido Demócrata Europeo (EDP) agrupaba en 2014 a 10 partidos de ocho países europeos, así como cinco partidos observadores, de ideología centrista y fuertemente europeísta. En el Parlamento saliente, los franceses del Movimiento Demócrata y de la Unión de los Demócratas e Independientes son los que ostentaban la mayor representación del partido con cinco diputados cada uno.

### Alianza Libre Europea
- Diputados electos en la anterior legislatura: 7 escaños.
- Grupo Parlamentario en la anterior legislatura: Grupo de Los Verdes / Alianza Libre Europea.

La Alianza Libre Europea (EFA), también conocido como Partido Democrático de los Pueblos de Europa, une a 40 partidos de 16 países, con la defensa del derecho a la autodeterminación de los pueblos como principal objetivo. El Partido Nacional Escocés es el que más fuerza tiene en el Parlamento Europeo con 2 diputados mientras que Nueva Alianza Flamenca, Partido de la Nación Corsa, el Plaid Cymru de Gales, Por los Derechos Humanos en una Letonia Unida y el representante de turno de Europa de los Pueblos - Verdes tienen 1 cada uno.

### Alianza Europea de Movimientos Nacionales
- Diputados electos en la anterior legislatura: 5 escaños.
- Grupo Parlamentario en la anterior legislatura: No inscritos.

La Alianza Europea de Movimientos Nacionales (AENM) integraba a siete partidos políticos y seis políticos a nivel personal de 11 países de la Unión Europea. Su ideología gira en torno al euroescepticismo, el ultranacionalismo y la extrema derecha. Los partidos con más fuerza dentro de la eurocámara antes de las elecciones eran el Movimiento por una Hungría Mejor y el Partido Nacional Británico con dos escaños cada uno.

### Alianza de la Izquierda Verde Nórdica
- Diputados electos en la anterior legislatura: 2 escaños.
- Grupo Parlamentario en la anterior legislatura: Grupo de la Izquierda Unitaria Europea-Izquierda Verde Nórdica y Grupo de Los Verdes / Alianza Libre Europea.

La Alianza de la Izquierda Verde Nórdica (NGL) agrupaba en 2014 a cinco partidos políticos de izquierda y ecosocialistas de Finlandia, Islandia, Suecia, Noruega y Dinamarca. Antes de las elecciones, formaban parte del Parlamento Europeo el Partido de la Izquierda sueco y el Partido Popular Socialista danés, que a su vez era observador del Partido Verde Europeo.

### Movimiento Político Cristiano Europeo
- Diputados electos en la anterior legislatura: 2 escaños.
- Grupo Parlamentario en la anterior legislatura: Grupo de los Conservadores y Reformistas Europeos.

El Movimiento Político Cristiano Europeo (ECPM) integraba en 2014 a 17 partidos políticos de 13 países de la Unión Europea y el resto del continente. Su ideología gira en torno al catolicismo y el conservadurismo. Su dos únicos representantes durante la legislatura 2009-2014 fueron los eurodiputado del partido Unión Cristiana y del Partido Político Reformado de los Países Bajos.

### Partido Pirata Europeo
- Diputados electos en la anterior legislatura: 2 escaños.
- Grupo Parlamentario en la anterior legislatura: Grupo de Los Verdes / Alianza Libre Europea.

El Partido Pirata Europeo (Pirates) agrupa a 18 partidos Pirata de 17 países del continente europeo y fueron el único partido minoritario que presentó candidatos a Presidente de la Comisión Europea. Su ideología gira en torno a los derechos humanos, el derecho de acceso a la información, la democracia directa y la transparencia. Antes de las elecciones, el Partido Pirata de Suecia era su único representante en el Parlamento Europeo con dos escaños.

### Alianza por la Europa de las Democracias
- Diputados electos en la anterior legislatura: 1 escaño.
- Grupo Parlamentario en la anterior legislatura: Grupo Confederal de la Izquierda Unitaria Europea / Izquierda Verde Nórdica.

La Alianza por la Europa de las Democracias (EUDemocrats) agrupaba a partidos, movimientos sociales y políticos a título individual de 11 países de la Unión Europea. Su ideología gira en torno a la devolución de poder a los países y el euroescepticismo. En la anterior legislatura, el Movimiento Popular Contra la UE de Dinamarca fue el único partido con representación en el Parlamento Europeo.

## Elección del Presidente de la Comisión
Según un eurobarómetro de junio de 2012, el 54 % de los ciudadanos europeos se verían más animados a participar en las elecciones europeas en el caso de que las diferentes alianzas políticas pudieran presentar un candidato al puesto de Presidente de la Comisión Europea basándose en un programa conjunto. En este sentido, y dado que para las próximas elecciones la eurocámara deberá nombrar al Presidente,
El Tratado de Lisboa, que entró en vigor el 1 de diciembre de 2009, establece en su artículo 17.7 que el Parlamento Europeo elegirá al presidente de la Comisión Europea sobre la base de una propuesta formulada por el Consejo Europeo, teniendo en cuenta los resultados de los comicios. Esta disposición se aplicará por primera vez en las elecciones de 2014, pero se ha encontrado con la oposición de varios cargos, como el presidente del Consejo Europeo, Herman Van Rompuy, la canciller alemana Angela Merkel, y el expresidente de la Comisión Europea Jacques Delors, que han puesto en duda las aspiraciones de los partidos políticos europeos insistiendo que el electo tiene que satisfacer las expectativas de los Estados miembros en primer lugar.
A pesar de ello, y sobre las bases establecidas en el Tratado, los principales partidos políticos del Parlamento Europeo, así como algún partido minoritario, han decidido presentar candidato a presidente, siendo el Partido Verde Europeo el único que realizó unas elecciones primarias para elegir a sus candidatos. En cambio, la Alianza Libre Europea y la Alianza de los Conservadores y Reformistas Europeos apostaron por no presentar candidato.
Jean-Claude Juncker
Candidato de: Partido Popular Europeo.
Jean-Claude Juncker es un político luxemburgués miembro y líder del Partido Popular Social Cristiano (PCS o CSV). En el ámbito de la Unión Europea ha ejercido como Presidente de turno del Consejo Europeo en la segunda mitad de 1997 y en la primera mitad de 2005, y hasta el 21 de enero de 2013 ejerció como presidente del Eurogrupo.
Martin Schulz
Candidato de: Partido de los Socialistas Europeos.
Martin Schulz es un político alemán, miembro del Partido Socialdemócrata de Alemania (SPD) y exalcalde de la ciudad de Würselen. En el ámbito de la Unión Europea ha ejercido como portavoz de la Alianza Progresista de Socialistas y Demócratas y fue Presidente del Parlamento Europeo entre 2012 y 2014.
Guy Verhofstadt
Candidato de: Partido de la Alianza de los Liberales y Demócratas por Europa y Partido Demócrata Europeo.
Guy Verhofstadt es un político belga, miembro de Liberales y Demócratas Flamencos (VLD) y primer ministro del país entre 1999 y 2008. En el ámbito de la Unión Europea, es diputado en el Parlamento Europeo desde 2009, es líder del Partido de la Alianza de los Liberales y Demócratas por Europa y ya optó a la presidencia de la Comisión en 2010, siendo rechazado por las reticencias del Reino Unido.
Ska Keller
Candidata de: Partido Verde Europeo.
Franziska Maria "Ska" Keller es una política alemana miembro de Alianza 90/Los Verdes. En el ámbito de la Unión Europea, fue elegida miembro del Parlamento Europeo en 2009 participando de diversas comisiones como la de Desarrollo o Comercio Internacional y siendo miembro de la delegación de la UE en las relaciones con Turquía.
José Bové
Candidato de: Partido Verde Europeo.
José Bové es un político y sindicalista francés del sector agrícola, miembro de Europe Écologie-Les Verts y excandidato a la presidencia de la República Francesa en las elecciones de 2007. En el ámbito de la Unión Europea, fue proclamado diputado en las elecciones al Parlamento Europeo de 2009 siendo elegido vicepresidente de la Comisión de Agricultura y Desarrollo Rural.
Alexis Tsipras
Candidato de: Partido de la Izquierda Europea.
Alexis Tsipras es un político griego, presidente de Synaspismos (SYN) y líder de la Coalición de la Izquierda Radical (SYRIZA) que logró la segunda posición en las elecciones generales de Grecia de junio de 2012. En el ámbito de la Unión Europea, no ha desempeñado cargo alguno.
Amelia Andersdotter
Candidata de: Partido Pirata Europeo.
Amelia Andersdotter es una política sueca miembro del Partido Pirata de Suecia. En el ámbito de la Unión Europea, fue elegida como eurodiputada en las Elecciones al Parlamento Europeo de 2009 en Suecia.
Peter Sunde
Candidato de: Partido Pirata Europeo.
Peter Sunde es un activista finlandés conocido por ser cofundador de The Pirate Bay, un tracker de BitTorrent. Es candidato por el Partido Pirata de Finlandia y en el ámbito de la Unión Europea no ha desempeñado cargo alguno.

### Debates electorales
El principal debate, y el único entre cinco candidatos, fue organizado por la Unión Europea de Radiodifusión el 15 de mayo de 2014 y emitido por televisiones de toda Europa. En el mismo tomaron parte Jean Claude Juncker, del Partido Popular Europeo, Martin Schulz, del Partido de los Socialistas Europeos, Guy Verhofstadt, del Partido de la Alianza de los Liberales y Demócratas por Europa, Ska Keller, del Partido Verde Europeo, y Alexis Tsipras, del Partido de la Izquierda Europea.
La televisión francesa France 24 y la radio Radio Francia Internacional, por su parte, organizaron el primer debate cara a cara entre Jean-Claude Juncker y Martin Schulz el 9 de abril de 2014, en francés. Este formato se repetiría el 8 de mayo en las cadenas alemanas ZDF y ORF en alemán, el 13 de mayo en las cadenas francesas LCI y Radio Francia Internacional en francés, y el 20 de mayo en la cadena pública alemana ARD en alemán.
Además, la cadena informativa paneuropea Euronews organizó un debate a cuatro entre Jean-Claude Juncker, Martin Schulz, Guy Verhofstadt y Ska Keller el 28 de abril en inglés, formato que se repetiría al día siguiente para Euranet Plus, un programa emitido en radios nacionales y regionales de toda Europa, y el 9 de mayo en el European University Institute y emitido en RAI News 24.
Por último, Guy Verhofstadt y Ska Keller, candidatos de los liberales y verdes respectivamente, realizaron una cara a cara en francés, el 19 de mayo, para la cadena pública francesa France 2.

## Resultados
Las elecciones dieron como resultado la entrada de 46 nuevos partidos, y tres independientes, al Parlamento Europeo. Especialmente afectadas fueron Alemania, donde tras la sentencia del Tribunal Constitucional eliminando el corte mínimo, entraron ocho nuevos partidos, uno de ellos como cuarta fuerza; España, donde el desplome de los dos grandes partidos propició la entrada de cuatro nuevas formaciones y el crecimiento de dos partidos minoritarios; República Checa, donde ANO 2011 logró ser la segunda fuerza; e Italia, donde el Movimiento 5 Estrellas logró 17 diputados y fue la segunda fuerza de las elecciones.
Si miramos a los partidos políticos europeos, el Partido Popular Europeo volvió a ganar las elecciones con 213 diputados al Parlamento Europeo frente a los 184 del Partido de los Socialistas Europeos, eso sí, los democristianos perdieron 56 asientos respecto a la situación anterior a las elecciones frente a los 11 de los socialistas. Estas bajadas vienen propiciadas, en los primeros por el desplome en Italia, España, Francia, Polonia y Alemania que pierden hasta 34 escaños, y en los segundos por las bajadas de España y Grecia que pierden 15 escaños, pero compensadas con las subidas de Italia, Alemania, Reino Unido y Rumanía.
También perdieron fuerza el Partido de la Alianza de los Liberales y Demócratas por Europa, la Alianza de los Conservadores y Reformistas Europeos, el Partido Verde Europeo, el Movimiento por la Europa de las Libertades y la Democracia, el Partido Demócrata Europeo, la Alianza Europea de Movimientos Nacionales y el Partido Pirata Europeo mientras que la Alianza Europea por la Libertad, el Partido de la Izquierda Europea, la Alianza Libre Europea, la Izquierda Verde Nórdica y el Movimiento Político Cristiano Europeo ganaron escaños y el Frente Nacional Europeo logró representación.
| Partido político europeo                                                                            | Partido político europeo                                                                            | Partido político europeo                                                                            | Partido político europeo                                                    | MEP's                                                                       | MEP's                                                                       | %                                                                           | Candidato/s a Presidente de la Comisión Europea | MEP's | MEP's       | %      |
| --------------------------------------------------------------------------------------------------- | --------------------------------------------------------------------------------------------------- | --------------------------------------------------------------------------------------------------- | --------------------------------------------------------------------------- | --------------------------------------------------------------------------- | --------------------------------------------------------------------------- | --------------------------------------------------------------------------- | ----------------------------------------------- | ----- | ----------- | ------ |
| | Partido Popular Europeo (EPP)                                                                       | Partido Popular Europeo (EPP)                                                                       | Partido Popular Europeo (EPP)                                               | Partido Popular Europeo (EPP)                                               | Partido Popular Europeo (EPP)                                               | Partido Popular Europeo (EPP)                                               | Jean-Claude Juncker                             | 212   | 56          | 28,23% |
| Unión Demócrata Cristiana (CDU)                                                                     | Unión Demócrata Cristiana (CDU)                                                                     | Unión Demócrata Cristiana (CDU)                                                                     | 29                                                                          | 5                                                                           | 3,86%                                                                       |                                                                             | Jean-Claude Juncker                             | 212   | 56          | 28,23% |
| Unión por un Movimiento Popular (UMP)                                                               | Unión por un Movimiento Popular (UMP)                                                               | Unión por un Movimiento Popular (UMP)                                                               | 20                                                                          | 4                                                                           | 2,66%                                                                       |                                                                             | Jean-Claude Juncker                             | 212   | 56          | 28,23% |
| Plataforma Cívica (PO)                                                                              | Plataforma Cívica (PO)                                                                              | Plataforma Cívica (PO)                                                                              | 19                                                                          | 5                                                                           | 2,53%                                                                       |                                                                             | Jean-Claude Juncker                             | 212   | 56          | 28,23% |
| Partido Popular (PP)                                                                                | Partido Popular (PP)                                                                                | Partido Popular (PP)                                                                                | 16                                                                          | 8                                                                           | 2,13%                                                                       |                                                                             | Jean-Claude Juncker                             | 212   | 56          | 28,23% |
| Forza Italia                                                                                        | Forza Italia                                                                                        | Forza Italia                                                                                        | 13                                                                          | 3                                                                           | 1,73%                                                                       |                                                                             | Jean-Claude Juncker                             | 212   | 56          | 28,23% |
| Fidesz-Unión Cívica Húngara (FIDESZ)                                                                | Fidesz-Unión Cívica Húngara (FIDESZ)                                                                | Fidesz-Unión Cívica Húngara (FIDESZ)                                                                | 11                                                                          | 3                                                                           | 1,46%                                                                       |                                                                             | Jean-Claude Juncker                             | 212   | 56          | 28,23% |
| Ciudadanos por el Desarrollo Europeo de Bulgaria (GERB)                                             | Ciudadanos por el Desarrollo Europeo de Bulgaria (GERB)                                             | Ciudadanos por el Desarrollo Europeo de Bulgaria (GERB)                                             | 6                                                                           | 1                                                                           | 0,80%                                                                       |                                                                             | Jean-Claude Juncker                             | 212   | 56          | 28,23% |
| Partido Social Demócrata (PSD)                                                                      | Partido Social Demócrata (PSD)                                                                      | Partido Social Demócrata (PSD)                                                                      | 6                                                                           | 2                                                                           | 0,80%                                                                       |                                                                             | Jean-Claude Juncker                             | 212   | 56          | 28,23% |
| Llamada Demócrata Cristiana (CDA)                                                                   | Llamada Demócrata Cristiana (CDA)                                                                   | Llamada Demócrata Cristiana (CDA)                                                                   | 5                                                                           | Sin cambios                                                                 | 0,67%                                                                       |                                                                             | Jean-Claude Juncker                             | 212   | 56          | 28,23% |
| Nueva Democracia (ND)                                                                               | Nueva Democracia (ND)                                                                               | Nueva Democracia (ND)                                                                               | 5                                                                           | 2                                                                           | 0,67%                                                                       |                                                                             | Jean-Claude Juncker                             | 212   | 56          | 28,23% |
| Partido Demócrata Liberal (PDL)                                                                     | Partido Demócrata Liberal (PDL)                                                                     | Partido Demócrata Liberal (PDL)                                                                     | 5                                                                           | 4                                                                           | 0,67%                                                                       |                                                                             | Jean-Claude Juncker                             | 212   | 56          | 28,23% |
| Partido Popular Austríaco (ÖVP)                                                                     | Partido Popular Austríaco (ÖVP)                                                                     | Partido Popular Austríaco (ÖVP)                                                                     | 5                                                                           | 1                                                                           | 0,67%                                                                       |                                                                             | Jean-Claude Juncker                             | 212   | 56          | 28,23% |
| Unión Social Cristiana de Baviera (CSU)                                                             | Unión Social Cristiana de Baviera (CSU)                                                             | Unión Social Cristiana de Baviera (CSU)                                                             | 5                                                                           | 3                                                                           | 0,67%                                                                       |                                                                             | Jean-Claude Juncker                             | 212   | 56          | 28,23% |
| Fine Gael (FG)                                                                                      | Fine Gael (FG)                                                                                      | Fine Gael (FG)                                                                                      | 4                                                                           | Sin cambios                                                                 | 0,53%                                                                       |                                                                             | Jean-Claude Juncker                             | 212   | 56          | 28,23% |
| Partido Campesino Polaco (PSL)                                                                      | Partido Campesino Polaco (PSL)                                                                      | Partido Campesino Polaco (PSL)                                                                      | 4                                                                           | Sin cambios                                                                 | 0,53%                                                                       |                                                                             | Jean-Claude Juncker                             | 212   | 56          | 28,23% |
| TOP 09                                                                                              | TOP 09                                                                                              | TOP 09                                                                                              | 4                                                                           |                                                                             | 0,53%                                                                       |                                                                             | Jean-Claude Juncker                             | 212   | 56          | 28,23% |
| Unidad (VIENOTIBA)                                                                                  | Unidad (VIENOTIBA)                                                                                  | Unidad (VIENOTIBA)                                                                                  | 4                                                                           | Sin cambios                                                                 | 0,53%                                                                       |                                                                             | Jean-Claude Juncker                             | 212   | 56          | 28,23% |
| Unión Democrática Croata (HDZ)                                                                      | Unión Democrática Croata (HDZ)                                                                      | Unión Democrática Croata (HDZ)                                                                      | 4                                                                           | 1                                                                           | 0,53%                                                                       |                                                                             | Jean-Claude Juncker                             | 212   | 56          | 28,23% |
| Coalición Nacional (KOK)                                                                            | Coalición Nacional (KOK)                                                                            | Coalición Nacional (KOK)                                                                            | 3                                                                           | Sin cambios                                                                 | 0,40%                                                                       |                                                                             | Jean-Claude Juncker                             | 212   | 56          | 28,23% |
| Partido Demócrata Esloveno (SDS)                                                                    | Partido Demócrata Esloveno (SDS)                                                                    | Partido Demócrata Esloveno (SDS)                                                                    | 3                                                                           | Sin cambios                                                                 | 0,40%                                                                       |                                                                             | Jean-Claude Juncker                             | 212   | 56          | 28,23% |
| Partido Moderado (MOD)                                                                              | Partido Moderado (MOD)                                                                              | Partido Moderado (MOD)                                                                              | 3                                                                           | 1                                                                           | 0,40%                                                                       |                                                                             | Jean-Claude Juncker                             | 212   | 56          | 28,23% |
| Partido Nacionalista (PN)                                                                           | Partido Nacionalista (PN)                                                                           | Partido Nacionalista (PN)                                                                           | 3                                                                           | 1                                                                           | 0,40%                                                                       |                                                                             | Jean-Claude Juncker                             | 212   | 56          | 28,23% |
| Partido Popular Social Cristiano (CSV)                                                              | Partido Popular Social Cristiano (CSV)                                                              | Partido Popular Social Cristiano (CSV)                                                              | 3                                                                           | Sin cambios                                                                 | 0,40%                                                                       |                                                                             | Jean-Claude Juncker                             | 212   | 56          | 28,23% |
| Unión Cristiana y Demócrata-Partido Popular Checoslovaco (KDU-CSL)                                  | Unión Cristiana y Demócrata-Partido Popular Checoslovaco (KDU-CSL)                                  | Unión Cristiana y Demócrata-Partido Popular Checoslovaco (KDU-CSL)                                  | 3                                                                           | 1                                                                           | 0,40%                                                                       |                                                                             | Jean-Claude Juncker                             | 212   | 56          | 28,23% |
| Nueva Centroderecha-Unión de Centro (NC-UdC)                                                        | Nueva Centroderecha-Unión de Centro (NC-UdC)                                                        | Nueva Centroderecha-Unión de Centro (NC-UdC)                                                        | 3                                                                           | 9                                                                           | 0,40%                                                                       |                                                                             | Jean-Claude Juncker                             | 212   | 56          | 28,23% |
| Agrupación Democrática-Partido Europeo (DISY-EVROKO)                                                | Agrupación Democrática-Partido Europeo (DISY-EVROKO)                                                | Agrupación Democrática-Partido Europeo (DISY-EVROKO)                                                | 2                                                                           | Sin cambios                                                                 | 0,27%                                                                       |                                                                             | Jean-Claude Juncker                             | 212   | 56          | 28,23% |
| Alianza Democrática de Húngaros en Rumania (RMDSZ/UDMR)                                             | Alianza Democrática de Húngaros en Rumania (RMDSZ/UDMR)                                             | Alianza Democrática de Húngaros en Rumania (RMDSZ/UDMR)                                             | 2                                                                           | Sin cambios                                                                 | 0,27%                                                                       |                                                                             | Jean-Claude Juncker                             | 212   | 56          | 28,23% |
| Cristiano Demócrata y Flamenco (CDenV)                                                              | Cristiano Demócrata y Flamenco (CDenV)                                                              | Cristiano Demócrata y Flamenco (CDenV)                                                              | 2                                                                           | Sin cambios                                                                 | 0,27%                                                                       |                                                                             | Jean-Claude Juncker                             | 212   | 56          | 28,23% |
| Movimiento Demócrata Cristiano (KDH)                                                                | Movimiento Demócrata Cristiano (KDH)                                                                | Movimiento Demócrata Cristiano (KDH)                                                                | 2                                                                           | Sin cambios                                                                 | 0,27%                                                                       |                                                                             | Jean-Claude Juncker                             | 212   | 56          | 28,23% |
| Partido Popular de Eslovenia-Nueva Eslovenia (SLS-N.Si)                                             | Partido Popular de Eslovenia-Nueva Eslovenia (SLS-N.Si)                                             | Partido Popular de Eslovenia-Nueva Eslovenia (SLS-N.Si)                                             | 2                                                                           | 1                                                                           | 0,27%                                                                       |                                                                             | Jean-Claude Juncker                             | 212   | 56          | 28,23% |
| Unión Demócrata y Cristiana Eslovaca-Partido Democrático (SDKU/DS)                                  | Unión Demócrata y Cristiana Eslovaca-Partido Democrático (SDKU/DS)                                  | Unión Demócrata y Cristiana Eslovaca-Partido Democrático (SDKU/DS)                                  | 2                                                                           | Sin cambios                                                                 | 0,27%                                                                       |                                                                             | Jean-Claude Juncker                             | 212   | 56          | 28,23% |
| Unión de la Patria - Demócrata-Cristianos Lituanos (TS-LKD)                                         | Unión de la Patria - Demócrata-Cristianos Lituanos (TS-LKD)                                         | Unión de la Patria - Demócrata-Cristianos Lituanos (TS-LKD)                                         | 2                                                                           | 2                                                                           | 0,27%                                                                       |                                                                             | Jean-Claude Juncker                             | 212   | 56          | 28,23% |
| Bloque Reformista (RB)                                                                              | Bloque Reformista (RB)                                                                              | Bloque Reformista (RB)                                                                              | 1                                                                           | 2                                                                           | 0,13%                                                                       |                                                                             | Jean-Claude Juncker                             | 212   | 56          | 28,23% |
| Centro Democrático Humanista (CDH)                                                                  | Centro Democrático Humanista (CDH)                                                                  | Centro Democrático Humanista (CDH)                                                                  | 1                                                                           | Sin cambios                                                                 | 0,13%                                                                       |                                                                             | Jean-Claude Juncker                             | 212   | 56          | 28,23% |
| Centro Democrático Social-Partido Popular (CDS-PP)                                                  | Centro Democrático Social-Partido Popular (CDS-PP)                                                  | Centro Democrático Social-Partido Popular (CDS-PP)                                                  | 1                                                                           | 1                                                                           | 0,13%                                                                       |                                                                             | Jean-Claude Juncker                             | 212   | 56          | 28,23% |
| Demócratas Cristianos (KD)                                                                          | Demócratas Cristianos (KD)                                                                          | Demócratas Cristianos (KD)                                                                          | 1                                                                           | Sin cambios                                                                 | 0,13%                                                                       |                                                                             | Jean-Claude Juncker                             | 212   | 56          | 28,23% |
| Most-Híd                                                                                            | Most-Híd                                                                                            | Most-Híd                                                                                            | 1                                                                           |                                                                             | 0,13%                                                                       |                                                                             | Jean-Claude Juncker                             | 212   | 56          | 28,23% |
| Partido Campesino Croata (HSS)                                                                      | Partido Campesino Croata (HSS)                                                                      | Partido Campesino Croata (HSS)                                                                      | 1                                                                           |                                                                             | 0,13%                                                                       |                                                                             | Jean-Claude Juncker                             | 212   | 56          | 28,23% |
| Partido de la Coalición Húngara (SMK/MKP)                                                           | Partido de la Coalición Húngara (SMK/MKP)                                                           | Partido de la Coalición Húngara (SMK/MKP)                                                           | 1                                                                           | 1                                                                           | 0,13%                                                                       |                                                                             | Jean-Claude Juncker                             | 212   | 56          | 28,23% |
| Partido Popular Conservador (C)                                                                     | Partido Popular Conservador (C)                                                                     | Partido Popular Conservador (C)                                                                     | 1                                                                           | Sin cambios                                                                 | 0,13%                                                                       |                                                                             | Jean-Claude Juncker                             | 212   | 56          | 28,23% |
| Partido Popular Sudtirolés (SVP) -observador-                                                       | Partido Popular Sudtirolés (SVP) -observador-                                                       | Partido Popular Sudtirolés (SVP) -observador-                                                       | 1                                                                           | Sin cambios                                                                 | 0,13%                                                                       |                                                                             | Jean-Claude Juncker                             | 212   | 56          | 28,23% |
| Partido Popular Demócrata Cristiano (KDNP)                                                          | Partido Popular Demócrata Cristiano (KDNP)                                                          | Partido Popular Demócrata Cristiano (KDNP)                                                          | 1                                                                           |                                                                             | 0,13%                                                                       |                                                                             | Jean-Claude Juncker                             | 212   | 56          | 28,23% |
| Unió Democràtica de Catalunya (UDC)                                                                 | Unió Democràtica de Catalunya (UDC)                                                                 | Unió Democràtica de Catalunya (UDC)                                                                 | 1                                                                           | Sin cambios                                                                 | 0,13%                                                                       |                                                                             | Jean-Claude Juncker                             | 212   | 56          | 28,23% |
| Unión Pro Patria y Res Publica (IRL)                                                                | Unión Pro Patria y Res Publica (IRL)                                                                | Unión Pro Patria y Res Publica (IRL)                                                                | 1                                                                           | Sin cambios                                                                 | 0,13%                                                                       |                                                                             | Jean-Claude Juncker                             | 212   | 56          | 28,23% |
| | Partido de los Socialistas Europeos (PES)                                                           | Partido de los Socialistas Europeos (PES)                                                           | Partido de los Socialistas Europeos (PES)                                   | Partido de los Socialistas Europeos (PES)                                   | Partido de los Socialistas Europeos (PES)                                   | Partido de los Socialistas Europeos (PES)                                   | Martin Schulz                                   | 184   | 11          | 24,50% |
| Partido Democrático (PD)                                                                            | Partido Democrático (PD)                                                                            | Partido Democrático (PD)                                                                            | 31                                                                          | 8                                                                           | 4,13%                                                                       |                                                                             | Martin Schulz                                   | 184   | 11          | 24,50% |
| Partido Socialdemócrata de Alemania (SDP)                                                           | Partido Socialdemócrata de Alemania (SDP)                                                           | Partido Socialdemócrata de Alemania (SDP)                                                           | 27                                                                          | 4                                                                           | 3,60%                                                                       |                                                                             | Martin Schulz                                   | 184   | 11          | 24,50% |
| Partido Laborista (Lab)                                                                             | Partido Laborista (Lab)                                                                             | Partido Laborista (Lab)                                                                             | 20                                                                          | 7                                                                           | 2,66%                                                                       |                                                                             | Martin Schulz                                   | 184   | 11          | 24,50% |
| Partido Socialdemócrata-Partido Conservador-Unión Nacional por el Progreso de Rumanía (PSD-PC-UNPR) | Partido Socialdemócrata-Partido Conservador-Unión Nacional por el Progreso de Rumanía (PSD-PC-UNPR) | Partido Socialdemócrata-Partido Conservador-Unión Nacional por el Progreso de Rumanía (PSD-PC-UNPR) | 16                                                                          | 5                                                                           | 2,13%                                                                       |                                                                             | Martin Schulz                                   | 184   | 11          | 24,50% |
| Partido Socialista Obrero Español (PSOE)                                                            | Partido Socialista Obrero Español (PSOE)                                                            | Partido Socialista Obrero Español (PSOE)                                                            | 14                                                                          | 9                                                                           | 1,86%                                                                       |                                                                             | Martin Schulz                                   | 184   | 11          | 24,50% |
| Partido Socialista-Partido Radical de Izquierda (PS-PRG)                                            | Partido Socialista-Partido Radical de Izquierda (PS-PRG)                                            | Partido Socialista-Partido Radical de Izquierda (PS-PRG)                                            | 13                                                                          | 1                                                                           | 1,73%                                                                       |                                                                             | Martin Schulz                                   | 184   | 11          | 24,50% |
| Partido Socialista (PS)                                                                             | Partido Socialista (PS)                                                                             | Partido Socialista (PS)                                                                             | 8                                                                           | 1                                                                           | 1,07%                                                                       |                                                                             | Martin Schulz                                   | 184   | 11          | 24,50% |
| Alianza de la Izquierda Democrática-Unión del Trabajo (SLD-UP)                                      | Alianza de la Izquierda Democrática-Unión del Trabajo (SLD-UP)                                      | Alianza de la Izquierda Democrática-Unión del Trabajo (SLD-UP)                                      | 5                                                                           | 2                                                                           | 0,67%                                                                       |                                                                             | Martin Schulz                                   | 184   | 11          | 24,50% |
| Partido Socialdemócrata de Austria (SPÖ)                                                            | Partido Socialdemócrata de Austria (SPÖ)                                                            | Partido Socialdemócrata de Austria (SPÖ)                                                            | 5                                                                           | Sin cambios                                                                 | 0,67%                                                                       |                                                                             | Martin Schulz                                   | 184   | 11          | 24,50% |
| Partido Socialdemócrata de Suecia (SAP)                                                             | Partido Socialdemócrata de Suecia (SAP)                                                             | Partido Socialdemócrata de Suecia (SAP)                                                             | 5                                                                           | 1                                                                           | 0,67%                                                                       |                                                                             | Martin Schulz                                   | 184   | 11          | 24,50% |
| Partido Socialdemócrata de República Checa (ČSSD)                                                   | Partido Socialdemócrata de República Checa (ČSSD)                                                   | Partido Socialdemócrata de República Checa (ČSSD)                                                   | 4                                                                           | 3                                                                           | 0,53%                                                                       |                                                                             | Martin Schulz                                   | 184   | 11          | 24,50% |
| Coalición por Bulgaria (KB)                                                                         | Coalición por Bulgaria (KB)                                                                         | Coalición por Bulgaria (KB)                                                                         | 4                                                                           | Sin cambios                                                                 | 0,53%                                                                       |                                                                             | Martin Schulz                                   | 184   | 11          | 24,50% |
| Socialdemocracia (SMER)                                                                             | Socialdemocracia (SMER)                                                                             | Socialdemocracia (SMER)                                                                             | 4                                                                           | 1                                                                           | 0,53%                                                                       |                                                                             | Martin Schulz                                   | 184   | 11          | 24,50% |
| Partido Laborista (LP)                                                                              | Partido Laborista (LP)                                                                              | Partido Laborista (LP)                                                                              | 3                                                                           | 1                                                                           | 0,40%                                                                       |                                                                             | Martin Schulz                                   | 184   | 11          | 24,50% |
| Partido Laborista (PvdA)                                                                            | Partido Laborista (PvdA)                                                                            | Partido Laborista (PvdA)                                                                            | 3                                                                           | Sin cambios                                                                 | 0,40%                                                                       |                                                                             | Martin Schulz                                   | 184   | 11          | 24,50% |
| Partido Socialista (PS)                                                                             | Partido Socialista (PS)                                                                             | Partido Socialista (PS)                                                                             | 3                                                                           | Sin cambios                                                                 | 0,40%                                                                       |                                                                             | Martin Schulz                                   | 184   | 11          | 24,50% |
| Socialdemócratas (SD)                                                                               | Socialdemócratas (SD)                                                                               | Socialdemócratas (SD)                                                                               | 3                                                                           | 2                                                                           | 0,40%                                                                       |                                                                             | Martin Schulz                                   | 184   | 11          | 24,50% |
| Olivo - Alineación Democrática (ELIA)                                                               | Olivo - Alineación Democrática (ELIA)                                                               | Olivo - Alineación Democrática (ELIA)                                                               | 2                                                                           | 6                                                                           | 0,27%                                                                       |                                                                             | Martin Schulz                                   | 184   | 11          | 24,50% |
| Partido Socialdemócrata de Croacia (SDP)                                                            | Partido Socialdemócrata de Croacia (SDP)                                                            | Partido Socialdemócrata de Croacia (SDP)                                                            | 2                                                                           | 3                                                                           | 0,27%                                                                       |                                                                             | Martin Schulz                                   | 184   | 11          | 24,50% |
| Partido Socialdemócrata de Finlandia (SPD)                                                          | Partido Socialdemócrata de Finlandia (SPD)                                                          | Partido Socialdemócrata de Finlandia (SPD)                                                          | 2                                                                           | Sin cambios                                                                 | 0,27%                                                                       |                                                                             | Martin Schulz                                   | 184   | 11          | 24,50% |
| Partido Socialista Húngaro (MSZP)                                                                   | Partido Socialista Húngaro (MSZP)                                                                   | Partido Socialista Húngaro (MSZP)                                                                   | 2                                                                           | 2                                                                           | 0,27%                                                                       |                                                                             | Martin Schulz                                   | 184   | 11          | 24,50% |
| Partido Socialdemócrata de Lituania (LSDP)                                                          | Partido Socialdemócrata de Lituania (LSDP)                                                          | Partido Socialdemócrata de Lituania (LSDP)                                                          | 2                                                                           | 1                                                                           | 0,27%                                                                       |                                                                             | Martin Schulz                                   | 184   | 11          | 24,50% |
| Partido Socialdemócrata (SDE)                                                                       | Partido Socialdemócrata (SDE)                                                                       | Partido Socialdemócrata (SDE)                                                                       | 1                                                                           | Sin cambios                                                                 | 0,13%                                                                       |                                                                             | Martin Schulz                                   | 184   | 11          | 24,50% |
| Partido Socialdemócrata Armonía (SDP) -observador-                                                  | Partido Socialdemócrata Armonía (SDP) -observador-                                                  | Partido Socialdemócrata Armonía (SDP) -observador-                                                  | 1                                                                           | Sin cambios                                                                 | 0,13%                                                                       |                                                                             | Martin Schulz                                   | 184   | 11          | 24,50% |
| Partido Socialista Diferente (SP.A)                                                                 | Partido Socialista Diferente (SP.A)                                                                 | Partido Socialista Diferente (SP.A)                                                                 | 1                                                                           | 1                                                                           | 0,13%                                                                       |                                                                             | Martin Schulz                                   | 184   | 11          | 24,50% |
| Partido Socialista Obrero de Luxemburgo (LSAP)                                                      | Partido Socialista Obrero de Luxemburgo (LSAP)                                                      | Partido Socialista Obrero de Luxemburgo (LSAP)                                                      | 1                                                                           | Sin cambios                                                                 | 0,13%                                                                       |                                                                             | Martin Schulz                                   | 184   | 11          | 24,50% |
| Socialdemócratas (SD)                                                                               | Socialdemócratas (SD)                                                                               | Socialdemócratas (SD)                                                                               | 1                                                                           | 1                                                                           | 0,13%                                                                       |                                                                             | Martin Schulz                                   | 184   | 11          | 24,50% |
| Socialdemócratas-Movimiento Ecológico y Ambiental (EDEK-KOP)                                        | Socialdemócratas-Movimiento Ecológico y Ambiental (EDEK-KOP)                                        | Socialdemócratas-Movimiento Ecológico y Ambiental (EDEK-KOP)                                        | 1                                                                           | Sin cambios                                                                 | 0,13%                                                                       |                                                                             | Martin Schulz                                   | 184   | 11          | 24,50% |
| | Partido de la Alianza de los Liberales y Demócratas por Europa (ALDE Party)                         | Partido de la Alianza de los Liberales y Demócratas por Europa (ALDE Party)                         | Partido de la Alianza de los Liberales y Demócratas por Europa (ALDE Party) | Partido de la Alianza de los Liberales y Demócratas por Europa (ALDE Party) | Partido de la Alianza de los Liberales y Demócratas por Europa (ALDE Party) | Partido de la Alianza de los Liberales y Demócratas por Europa (ALDE Party) | Guy Verhofstadt                                 | 49    | 24          | 6,52%  |
| Partido Nacional Liberal (PNL)                                                                      | Partido Nacional Liberal (PNL)                                                                      | Partido Nacional Liberal (PNL)                                                                      | 6                                                                           | 2                                                                           | 0,80%                                                                       |                                                                             | Guy Verhofstadt                                 | 49    | 24          | 6,52%  |
| Demócratas 66 (D66)                                                                                 | Demócratas 66 (D66)                                                                                 | Demócratas 66 (D66)                                                                                 | 4                                                                           | 1                                                                           | 0,53%                                                                       |                                                                             | Guy Verhofstadt                                 | 49    | 24          | 6,52%  |
| Movimiento por los Derechos y Libertades (DPS)                                                      | Movimiento por los Derechos y Libertades (DPS)                                                      | Movimiento por los Derechos y Libertades (DPS)                                                      | 4                                                                           | 1                                                                           | 0,53%                                                                       |                                                                             | Guy Verhofstadt                                 | 49    | 24          | 6,52%  |
| Liberales y Demócratas Flamencos (Open VLD)                                                         | Liberales y Demócratas Flamencos (Open VLD)                                                         | Liberales y Demócratas Flamencos (Open VLD)                                                         | 3                                                                           | Sin cambios                                                                 | 0,40%                                                                       |                                                                             | Guy Verhofstadt                                 | 49    | 24          | 6,52%  |
| Partido de Centro (KSEK)                                                                            | Partido de Centro (KSEK)                                                                            | Partido de Centro (KSEK)                                                                            | 3                                                                           | Sin cambios                                                                 | 0,40%                                                                       |                                                                             | Guy Verhofstadt                                 | 49    | 24          | 6,52%  |
| Partido Democrático Liberal (FDP)                                                                   | Partido Democrático Liberal (FDP)                                                                   | Partido Democrático Liberal (FDP)                                                                   | 3                                                                           | 9                                                                           | 0,40%                                                                       |                                                                             | Guy Verhofstadt                                 | 49    | 24          | 6,52%  |
| Partido Popular por la Libertad y la Democracia (VVD)                                               | Partido Popular por la Libertad y la Democracia (VVD)                                               | Partido Popular por la Libertad y la Democracia (VVD)                                               | 3                                                                           | Sin cambios                                                                 | 0,40%                                                                       |                                                                             | Guy Verhofstadt                                 | 49    | 24          | 6,52%  |
| Izquierda-Partido Liberal de Dinamarca (VENSTRE)                                                    | Izquierda-Partido Liberal de Dinamarca (VENSTRE)                                                    | Izquierda-Partido Liberal de Dinamarca (VENSTRE)                                                    | 2                                                                           | 1                                                                           | 0,27%                                                                       |                                                                             | Guy Verhofstadt                                 | 49    | 24          | 6,52%  |
| Movimiento Liberal de Lituania (LRLS)                                                               | Movimiento Liberal de Lituania (LRLS)                                                               | Movimiento Liberal de Lituania (LRLS)                                                               | 2                                                                           | 1                                                                           | 0,27%                                                                       |                                                                             | Guy Verhofstadt                                 | 49    | 24          | 6,52%  |
| Movimiento Reformador (MR)                                                                          | Movimiento Reformador (MR)                                                                          | Movimiento Reformador (MR)                                                                          | 2                                                                           | Sin cambios                                                                 | 0,40%                                                                       |                                                                             | Guy Verhofstadt                                 | 49    | 24          | 6,52%  |
| Partido Popular Liberal (FP)                                                                        | Partido Popular Liberal (FP)                                                                        | Partido Popular Liberal (FP)                                                                        | 2                                                                           | 1                                                                           | 0,27%                                                                       |                                                                             | Guy Verhofstadt                                 | 49    | 24          | 6,52%  |
| Partido Reformista de Estonia (Reformierakond)                                                      | Partido Reformista de Estonia (Reformierakond)                                                      | Partido Reformista de Estonia (Reformierakond)                                                      | 2                                                                           | Sin cambios                                                                 | 0,27%                                                                       |                                                                             | Guy Verhofstadt                                 | 49    | 24          | 6,52%  |
| Asamblea Democrática de Istria (IDS-DDI)                                                            | Asamblea Democrática de Istria (IDS-DDI)                                                            | Asamblea Democrática de Istria (IDS-DDI)                                                            | 1                                                                           |                                                                             | 0,13%                                                                       |                                                                             | Guy Verhofstadt                                 | 49    | 24          | 6,52%  |
| Convergència Democràtica de Catalunya (CDC)                                                         | Convergència Democràtica de Catalunya (CDC)                                                         | Convergència Democràtica de Catalunya (CDC)                                                         | 1                                                                           | Sin cambios                                                                 | 0,13%                                                                       |                                                                             | Guy Verhofstadt                                 | 49    | 24          | 6,52%  |
| Fianna Fáil (FF)                                                                                    | Fianna Fáil (FF)                                                                                    | Fianna Fáil (FF)                                                                                    | 1                                                                           | 2                                                                           | 0,13%                                                                       |                                                                             | Guy Verhofstadt                                 | 49    | 24          | 6,52%  |
| Partido Social Liberal de Dinamarca (RV)                                                            | Partido Social Liberal de Dinamarca (RV)                                                            | Partido Social Liberal de Dinamarca (RV)                                                            | 1                                                                           |                                                                             | 0,13%                                                                       |                                                                             | Guy Verhofstadt                                 | 49    | 24          | 6,52%  |
| NEOS – La Nueva Austria (NEOS)                                                                      | NEOS – La Nueva Austria (NEOS)                                                                      | NEOS – La Nueva Austria (NEOS)                                                                      | 1                                                                           |                                                                             | 0,13%                                                                       |                                                                             | Guy Verhofstadt                                 | 49    | 24          | 6,52%  |
| Partido de Centro (KE)                                                                              | Partido de Centro (KE)                                                                              | Partido de Centro (KE)                                                                              | 1                                                                           | Sin cambios                                                                 | 0,13%                                                                       |                                                                             | Guy Verhofstadt                                 | 49    | 24          | 6,52%  |
| Partido de Centro (CP)                                                                              | Partido de Centro (CP)                                                                              | Partido de Centro (CP)                                                                              | 1                                                                           | Sin cambios                                                                 | 0,13%                                                                       |                                                                             | Guy Verhofstadt                                 | 49    | 24          | 6,52%  |
| Partido Democrático (DP)                                                                            | Partido Democrático (DP)                                                                            | Partido Democrático (DP)                                                                            | 1                                                                           | Sin cambios                                                                 | 0,13%                                                                       |                                                                             | Guy Verhofstadt                                 | 49    | 24          | 6,52%  |
| Partido Laborista (DP)                                                                              | Partido Laborista (DP)                                                                              | Partido Laborista (DP)                                                                              | 1                                                                           | Sin cambios                                                                 | 0,13%                                                                       |                                                                             | Guy Verhofstadt                                 | 49    | 24          | 6,52%  |
| Partido Popular de Croacia – Liberal Demócratas (HNS)                                               | Partido Popular de Croacia – Liberal Demócratas (HNS)                                               | Partido Popular de Croacia – Liberal Demócratas (HNS)                                               | 1                                                                           |                                                                             | 0,13%                                                                       |                                                                             | Guy Verhofstadt                                 | 49    | 24          | 6,52%  |
| Partido Popular Sueco (SFP/RKP)                                                                     | Partido Popular Sueco (SFP/RKP)                                                                     | Partido Popular Sueco (SFP/RKP)                                                                     | 1                                                                           | Sin cambios                                                                 | 0,13%                                                                       |                                                                             | Guy Verhofstadt                                 | 49    | 24          | 6,52%  |
| Liberal Demócratas (LibDem)                                                                         | Liberal Demócratas (LibDem)                                                                         | Liberal Demócratas (LibDem)                                                                         | 1                                                                           | 11                                                                          | 0,13%                                                                       |                                                                             | Guy Verhofstadt                                 | 49    | 24          | 6,52%  |
| Libertad y Solidaridad (SaS)                                                                        | Libertad y Solidaridad (SaS)                                                                        | Libertad y Solidaridad (SaS)                                                                        | 1                                                                           | Sin cambios                                                                 | 0,13%                                                                       |                                                                             | Guy Verhofstadt                                 | 49    | 24          | 6,52%  |
| | Alianza de los Conservadores y Reformistas Europeos (AECR)                                          | Alianza de los Conservadores y Reformistas Europeos (AECR)                                          | Alianza de los Conservadores y Reformistas Europeos (AECR)                  | Alianza de los Conservadores y Reformistas Europeos (AECR)                  | Alianza de los Conservadores y Reformistas Europeos (AECR)                  | Alianza de los Conservadores y Reformistas Europeos (AECR)                  |                                                 | 42    | 3           | 5,59%  |
| Ley y Justicia (PiS)                                                                                | Ley y Justicia (PiS)                                                                                | Ley y Justicia (PiS)                                                                                | 19                                                                          | 12                                                                          | 2,53%                                                                       |                                                                             |                                                 | 42    | 3           | 5,59%  |
| Partido Conservador                                                                                 | Partido Conservador                                                                                 | Partido Conservador                                                                                 | 19                                                                          | 7                                                                           | 2,53%                                                                       |                                                                             |                                                 | 42    | 3           | 5,59%  |
| Partido Democrático Cívico (ODS)                                                                    | Partido Democrático Cívico (ODS)                                                                    | Partido Democrático Cívico (ODS)                                                                    | 2                                                                           | 7                                                                           | 0,27%                                                                       |                                                                             |                                                 | 42    | 3           | 5,59%  |
| Acción Electoral de los polacos en Lituania (Koalicija)                                             | Acción Electoral de los polacos en Lituania (Koalicija)                                             | Acción Electoral de los polacos en Lituania (Koalicija)                                             | 1                                                                           | Sin cambios                                                                 | 0,13%                                                                       |                                                                             |                                                 | 42    | 3           | 5,59%  |
| Partido Unionista del Úlster (UUP)                                                                  | Partido Unionista del Úlster (UUP)                                                                  | Partido Unionista del Úlster (UUP)                                                                  | 1                                                                           | Sin cambios                                                                 | 0,13%                                                                       |                                                                             |                                                 | 42    | 3           | 5,59%  |
| | Alianza Europea por la Libertad (EAF)                                                               | Alianza Europea por la Libertad (EAF)                                                               | Alianza Europea por la Libertad (EAF)                                       | Alianza Europea por la Libertad (EAF)                                       | Alianza Europea por la Libertad (EAF)                                       | Alianza Europea por la Libertad (EAF)                                       |                                                 | 38    | 21          | 5,06%  |
| Frente Nacional (FN-RBM)                                                                            | Frente Nacional (FN-RBM)                                                                            | Frente Nacional (FN-RBM)                                                                            | 24                                                                          | 21                                                                          | 3,20%                                                                       |                                                                             |                                                 | 38    | 21          | 5,06%  |
| Liga Norte (LN)                                                                                     | Liga Norte (LN)                                                                                     | Liga Norte (LN)                                                                                     | 5                                                                           | 2                                                                           | 0,67%                                                                       |                                                                             |                                                 | 38    | 21          | 5,06%  |
| Partido de la Libertad de Austria (FPÖ)                                                             | Partido de la Libertad de Austria (FPÖ)                                                             | Partido de la Libertad de Austria (FPÖ)                                                             | 4                                                                           | 2                                                                           | 0,53%                                                                       |                                                                             |                                                 | 38    | 21          | 5,06%  |
| Partido por la Libertad (PVV)                                                                       | Partido por la Libertad (PVV)                                                                       | Partido por la Libertad (PVV)                                                                       | 4                                                                           | Sin cambios                                                                 | 0,53%                                                                       |                                                                             |                                                 | 38    | 21          | 5,06%  |
| Vlaams Belang (VB)                                                                                  | Vlaams Belang (VB)                                                                                  | Vlaams Belang (VB)                                                                                  | 1                                                                           | Sin cambios                                                                 | 0,13%                                                                       |                                                                             |                                                 | 38    | 21          | 5,06%  |
| | Partido Verde Europeo (EGP)                                                                         | Partido Verde Europeo (EGP)                                                                         | Partido Verde Europeo (EGP)                                                 | Partido Verde Europeo (EGP)                                                 | Partido Verde Europeo (EGP)                                                 | Partido Verde Europeo (EGP)                                                 | Ska Keller José Bové                            | 36    | 9           | 4,79%  |
| Alianza 90/Los Verdes (GRÜNE)                                                                       | Alianza 90/Los Verdes (GRÜNE)                                                                       | Alianza 90/Los Verdes (GRÜNE)                                                                       | 11                                                                          | 3                                                                           | 1,46%                                                                       |                                                                             | Ska Keller José Bové                            | 36    | 9           | 4,79%  |
| Europe Écologie-Les Verts (EE-LV)                                                                   | Europe Écologie-Les Verts (EE-LV)                                                                   | Europe Écologie-Les Verts (EE-LV)                                                                   | 6                                                                           | 7                                                                           | 0,80%                                                                       |                                                                             | Ska Keller José Bové                            | 36    | 9           | 4,79%  |
| El Partido Verde (MP)                                                                               | El Partido Verde (MP)                                                                               | El Partido Verde (MP)                                                                               | 4                                                                           | 2                                                                           | 0,53%                                                                       |                                                                             | Ska Keller José Bové                            | 36    | 9           | 4,79%  |
| Los Verdes-La Alternativa Verde (Grünen)                                                            | Los Verdes-La Alternativa Verde (Grünen)                                                            | Los Verdes-La Alternativa Verde (Grünen)                                                            | 3                                                                           | 1                                                                           | 0,40%                                                                       |                                                                             | Ska Keller José Bové                            | 36    | 9           | 4,79%  |
| Partido Verde de Inglaterra y Gales (Green)                                                         | Partido Verde de Inglaterra y Gales (Green)                                                         | Partido Verde de Inglaterra y Gales (Green)                                                         | 3                                                                           | 1                                                                           | 0,40%                                                                       |                                                                             | Ska Keller José Bové                            | 36    | 9           | 4,79%  |
| Izquierda Verde (GL)                                                                                | Izquierda Verde (GL)                                                                                | Izquierda Verde (GL)                                                                                | 2                                                                           | 1                                                                           | 0,27%                                                                       |                                                                             | Ska Keller José Bové                            | 36    | 9           | 4,79%  |
| Desarrollo Sostenible Croata (ORaH) -observador-                                                    | Desarrollo Sostenible Croata (ORaH) -observador-                                                    | Desarrollo Sostenible Croata (ORaH) -observador-                                                    | 1                                                                           |                                                                             | 0,13%                                                                       |                                                                             | Ska Keller José Bové                            | 36    | 9           | 4,79%  |
| Ecolo                                                                                               | Ecolo                                                                                               | Ecolo                                                                                               | 1                                                                           | 1                                                                           | 0,13%                                                                       |                                                                             | Ska Keller José Bové                            | 36    | 9           | 4,79%  |
| Groen!                                                                                              | Groen!                                                                                              | Groen!                                                                                              | 1                                                                           | Sin cambios                                                                 | 0,13%                                                                       |                                                                             | Ska Keller José Bové                            | 36    | 9           | 4,79%  |
| Iniciativa per Catalunya Verds                                                                      | Iniciativa per Catalunya Verds                                                                      | Iniciativa per Catalunya Verds                                                                      | 1                                                                           | Sin cambios                                                                 | 0,13%                                                                       |                                                                             | Ska Keller José Bové                            | 36    | 9           | 4,79%  |
| Liga Verde (Vihr)                                                                                   | Liga Verde (Vihr)                                                                                   | Liga Verde (Vihr)                                                                                   | 1                                                                           | 1                                                                           | 0,13%                                                                       |                                                                             | Ska Keller José Bové                            | 36    | 9           | 4,79%  |
| Los Verdes (Gréng)                                                                                  | Los Verdes (Gréng)                                                                                  | Los Verdes (Gréng)                                                                                  | 1                                                                           | Sin cambios                                                                 | 0,13%                                                                       |                                                                             | Ska Keller José Bové                            | 36    | 9           | 4,79%  |
| La Política Puede Ser Diferente (LMP)                                                               | La Política Puede Ser Diferente (LMP)                                                               | La Política Puede Ser Diferente (LMP)                                                               | 1                                                                           |                                                                             | 0,13%                                                                       |                                                                             | Ska Keller José Bové                            | 36    | 9           | 4,79%  |
| | Partido de la Izquierda Europea (PEL)                                                               | Partido de la Izquierda Europea (PEL)                                                               | Partido de la Izquierda Europea (PEL)                                       | Partido de la Izquierda Europea (PEL)                                       | Partido de la Izquierda Europea (PEL)                                       | Partido de la Izquierda Europea (PEL)                                       | Alexis Tsipras                                  | 28    | 5           | 3,73%  |
| Die Linke                                                                                           | Die Linke                                                                                           | Die Linke                                                                                           | 7                                                                           | 1                                                                           | 0,93%                                                                       |                                                                             | Alexis Tsipras                                  | 28    | 5           | 3,73%  |
| Coalición de la Izquierda Radical (SYRIZA)                                                          | Coalición de la Izquierda Radical (SYRIZA)                                                          | Coalición de la Izquierda Radical (SYRIZA)                                                          | 6                                                                           |                                                                             | 0,80%                                                                       |                                                                             | Alexis Tsipras                                  | 28    | 5           | 3,73%  |
| Izquierda Unida (IU)                                                                                | Izquierda Unida (IU)                                                                                | Izquierda Unida (IU)                                                                                | 4                                                                           | 3                                                                           | 0,53%                                                                       |                                                                             | Alexis Tsipras                                  | 28    | 5           | 3,73%  |
| Frente de Izquierda (FG)                                                                            | Frente de Izquierda (FG)                                                                            | Frente de Izquierda (FG)                                                                            | 3                                                                           | 1                                                                           | 0,40%                                                                       |                                                                             | Alexis Tsipras                                  | 28    | 5           | 3,73%  |
| Partido Comunista de Bohemia y Moravia (KSČM) -observador-                                          | Partido Comunista de Bohemia y Moravia (KSČM) -observador-                                          | Partido Comunista de Bohemia y Moravia (KSČM) -observador-                                          | 3                                                                           | 1                                                                           | 0,40%                                                                       |                                                                             | Alexis Tsipras                                  | 28    | 5           | 3,73%  |
| Partido Progresista del Pueblo Obrero (AKEL) -observador-                                           | Partido Progresista del Pueblo Obrero (AKEL) -observador-                                           | Partido Progresista del Pueblo Obrero (AKEL) -observador-                                           | 2                                                                           | Sin cambios                                                                 | 0,27%                                                                       |                                                                             | Alexis Tsipras                                  | 28    | 5           | 3,73%  |
| Alianza de Ultramar (AoM)                                                                           | Alianza de Ultramar (AoM)                                                                           | Alianza de Ultramar (AoM)                                                                           | 1                                                                           | Sin cambios                                                                 | 0,13%                                                                       |                                                                             | Alexis Tsipras                                  | 28    | 5           | 3,73%  |
| Bloco de Esquerda (BE)                                                                              | Bloco de Esquerda (BE)                                                                              | Bloco de Esquerda (BE)                                                                              | 1                                                                           | 1                                                                           | 0,13%                                                                       |                                                                             | Alexis Tsipras                                  | 28    | 5           | 3,73%  |
| La Otra Europa con Tsipras: Partido de la Refundación Comunista (PRC)                               | La Otra Europa con Tsipras: Partido de la Refundación Comunista (PRC)                               | La Otra Europa con Tsipras: Partido de la Refundación Comunista (PRC)                               | 1                                                                           |                                                                             | 0,13%                                                                       |                                                                             | Alexis Tsipras                                  | 28    | 5           | 3,73%  |
| | Partido Demócrata Europeo (EDP)                                                                     | Partido Demócrata Europeo (EDP)                                                                     | Partido Demócrata Europeo (EDP)                                             | Partido Demócrata Europeo (EDP)                                             | Partido Demócrata Europeo (EDP)                                             | Partido Demócrata Europeo (EDP)                                             | Guy Verhofstadt                                 | 12    | 1           | 1,60%  |
| Movimiento Demócrata (MoDem)                                                                        | Movimiento Demócrata (MoDem)                                                                        | Movimiento Demócrata (MoDem)                                                                        | 4                                                                           | 2                                                                           | 0,53%                                                                       |                                                                             | Guy Verhofstadt                                 | 12    | 1           | 1,60%  |
| Unión de los Demócratas e Independientes (UDI)                                                      | Unión de los Demócratas e Independientes (UDI)                                                      | Unión de los Demócratas e Independientes (UDI)                                                      | 3                                                                           | 1                                                                           | 0,40%                                                                       |                                                                             | Guy Verhofstadt                                 | 12    | 1           | 1,60%  |
| Electores Libres (FW)                                                                               | Electores Libres (FW)                                                                               | Electores Libres (FW)                                                                               | 1                                                                           |                                                                             | 0,13%                                                                       |                                                                             | Guy Verhofstadt                                 | 12    | 1           | 1,60%  |
| Movimiento de los Ciudadanos para el Cambio (MCC)                                                   | Movimiento de los Ciudadanos para el Cambio (MCC)                                                   | Movimiento de los Ciudadanos para el Cambio (MCC)                                                   | 1                                                                           |                                                                             | 0,13%                                                                       |                                                                             | Guy Verhofstadt                                 | 12    | 1           | 1,60%  |
| Partido Democrático de los Pensionistas de Eslovenia (DeSUS)                                        | Partido Democrático de los Pensionistas de Eslovenia (DeSUS)                                        | Partido Democrático de los Pensionistas de Eslovenia (DeSUS)                                        | 1                                                                           |                                                                             | 0,13%                                                                       |                                                                             | Guy Verhofstadt                                 | 12    | 1           | 1,60%  |
| Partido Nacionalista Vasco (PNV)                                                                    | Partido Nacionalista Vasco (PNV)                                                                    | Partido Nacionalista Vasco (PNV)                                                                    | 1                                                                           | Sin cambios                                                                 | 0,13%                                                                       |                                                                             | Guy Verhofstadt                                 | 12    | 1           | 1,60%  |
| Independiente: Marian Harkin                                                                        | Independiente: Marian Harkin                                                                        | Independiente: Marian Harkin                                                                        | 1                                                                           | Sin cambios                                                                 | 0,13%                                                                       |                                                                             | Guy Verhofstadt                                 | 12    | 1           | 1,60%  |
| | Alianza Libre Europea (EFA)                                                                         | Alianza Libre Europea (EFA)                                                                         | Alianza Libre Europea (EFA)                                                 | Alianza Libre Europea (EFA)                                                 | Alianza Libre Europea (EFA)                                                 | Alianza Libre Europea (EFA)                                                 |                                                 | 11    | 4           | 1,46%  |
| Nueva Alianza Flamenca (NV-A)                                                                       | Nueva Alianza Flamenca (NV-A)                                                                       | Nueva Alianza Flamenca (NV-A)                                                                       | 4                                                                           | 3                                                                           | 0,53                                                                        |                                                                             |                                                 | 11    | 4           | 1,46%  |
| Partido Nacional Escocés (SNP)                                                                      | Partido Nacional Escocés (SNP)                                                                      | Partido Nacional Escocés (SNP)                                                                      | 2                                                                           | Sin cambios                                                                 | 0,27                                                                        |                                                                             |                                                 | 11    | 4           | 1,46%  |
| L'Esquerra pel Dret a Decidir: Esquerra Republicana                                                 | L'Esquerra pel Dret a Decidir: Esquerra Republicana                                                 | L'Esquerra pel Dret a Decidir: Esquerra Republicana                                                 | 2                                                                           |                                                                             | 0,27                                                                        |                                                                             |                                                 | 11    | 4           | 1,46%  |
| Plaid Cymru                                                                                         | Plaid Cymru                                                                                         | Plaid Cymru                                                                                         | 1                                                                           | Sin cambios                                                                 | 0,13                                                                        |                                                                             |                                                 | 11    | 4           | 1,46%  |
| Por los Derechos Humanos en una Letonia Unida (LKS)                                                 | Por los Derechos Humanos en una Letonia Unida (LKS)                                                 | Por los Derechos Humanos en una Letonia Unida (LKS)                                                 | 1                                                                           | Sin cambios                                                                 | 0,13                                                                        |                                                                             |                                                 | 11    | 4           | 1,46%  |
| Primavera Europea: Coalició Compromís                                                               | Primavera Europea: Coalició Compromís                                                               | Primavera Europea: Coalició Compromís                                                               | 1                                                                           |                                                                             | 0,13                                                                        |                                                                             |                                                 | 11    | 4           | 1,46%  |
| | Movimiento por la Europa de las Libertades y la Democracia (MELD)                                   | Movimiento por la Europa de las Libertades y la Democracia (MELD)                                   | Movimiento por la Europa de las Libertades y la Democracia (MELD)           | Movimiento por la Europa de las Libertades y la Democracia (MELD)           | Movimiento por la Europa de las Libertades y la Democracia (MELD)           | Movimiento por la Europa de las Libertades y la Democracia (MELD)           |                                                 | 8     | 9           | 1,07%  |
| Partido Popular Danés (DF)                                                                          | Partido Popular Danés (DF)                                                                          | Partido Popular Danés (DF)                                                                          | 4                                                                           | 3                                                                           | 0,53%                                                                       |                                                                             |                                                 | 8     | 9           | 1,07%  |
| Orden y Justicia (TT)                                                                               | Orden y Justicia (TT)                                                                               | Orden y Justicia (TT)                                                                               | 2                                                                           | Sin cambios                                                                 | 0,27%                                                                       |                                                                             |                                                 | 8     | 9           | 1,07%  |
| Partido de los Finlandeses (PS)                                                                     | Partido de los Finlandeses (PS)                                                                     | Partido de los Finlandeses (PS)                                                                     | 2                                                                           | 1                                                                           | 0,27%                                                                       |                                                                             |                                                 | 8     | 9           | 1,07%  |
| | Frente Nacional Europeo (NEF)                                                                       | Frente Nacional Europeo (NEF)                                                                       | Frente Nacional Europeo (NEF)                                               | Frente Nacional Europeo (NEF)                                               | Frente Nacional Europeo (NEF)                                               | Frente Nacional Europeo (NEF)                                               |                                                 | 4     |             | 0,53%  |
| Amanecer Dorado (XA)                                                                                | Amanecer Dorado (XA)                                                                                | Amanecer Dorado (XA)                                                                                | 3                                                                           |                                                                             | 0,40%                                                                       |                                                                             |                                                 | 4     |             | 0,53%  |
| Partido Nacionaldemócrata de Alemania (NPD)                                                         | Partido Nacionaldemócrata de Alemania (NPD)                                                         | Partido Nacionaldemócrata de Alemania (NPD)                                                         | 1                                                                           |                                                                             | 0,13%                                                                       |                                                                             |                                                 | 4     |             | 0,53%  |
| | Alianza Europea de Movimientos Nacionales (AENM)                                                    | Alianza Europea de Movimientos Nacionales (AENM)                                                    | Alianza Europea de Movimientos Nacionales (AENM)                            | Alianza Europea de Movimientos Nacionales (AENM)                            | Alianza Europea de Movimientos Nacionales (AENM)                            | Alianza Europea de Movimientos Nacionales (AENM)                            |                                                 | 3     | 2           | 0,39%  |
| Movimiento por una Hungría Mejor (Jobbik)                                                           | Movimiento por una Hungría Mejor (Jobbik)                                                           | Movimiento por una Hungría Mejor (Jobbik)                                                           | 3                                                                           | Sin cambios                                                                 | 0,39                                                                        |                                                                             |                                                 | 3     | 2           | 0,39%  |
| | Alianza de la Izquierda Verde Nórdica (NGL)                                                         | Alianza de la Izquierda Verde Nórdica (NGL)                                                         | Alianza de la Izquierda Verde Nórdica (NGL)                                 | Alianza de la Izquierda Verde Nórdica (NGL)                                 | Alianza de la Izquierda Verde Nórdica (NGL)                                 | Alianza de la Izquierda Verde Nórdica (NGL)                                 |                                                 | 3     | 1           | 0,39%  |
| Alianza de la Izquierda (VAS)                                                                       | Alianza de la Izquierda (VAS)                                                                       | Alianza de la Izquierda (VAS)                                                                       | 1                                                                           |                                                                             | 0,13                                                                        |                                                                             |                                                 | 3     | 1           | 0,39%  |
| Partido de la Izquierda (V)                                                                         | Partido de la Izquierda (V)                                                                         | Partido de la Izquierda (V)                                                                         | 1                                                                           | Sin cambios                                                                 | 0,13                                                                        |                                                                             |                                                 | 3     | 1           | 0,39%  |
| Partido Popular Socialista (SF)                                                                     | Partido Popular Socialista (SF)                                                                     | Partido Popular Socialista (SF)                                                                     | 1                                                                           | Sin cambios                                                                 | 0,13                                                                        |                                                                             |                                                 | 3     | 1           | 0,39%  |
| | Movimiento Político Cristiano Europeo (ECPM)                                                        | Movimiento Político Cristiano Europeo (ECPM)                                                        | Movimiento Político Cristiano Europeo (ECPM)                                | Movimiento Político Cristiano Europeo (ECPM)                                | Movimiento Político Cristiano Europeo (ECPM)                                | Movimiento Político Cristiano Europeo (ECPM)                                |                                                 | 3     | 1           | 0,40%  |
| Gente Común (OĽaNO)                                                                                 | Gente Común (OĽaNO)                                                                                 | Gente Común (OĽaNO)                                                                                 | 1                                                                           |                                                                             | 0,13%                                                                       |                                                                             |                                                 | 3     | 1           | 0,40%  |
| Partido Político Reformado (SGP)                                                                    | Partido Político Reformado (SGP)                                                                    | Partido Político Reformado (SGP)                                                                    | 1                                                                           | Sin cambios                                                                 | 0,13%                                                                       |                                                                             |                                                 | 3     | 1           | 0,40%  |
| Unión Cristiana (CU)                                                                                | Unión Cristiana (CU)                                                                                | Unión Cristiana (CU)                                                                                | 1                                                                           | Sin cambios                                                                 | 0,13%                                                                       |                                                                             |                                                 | 3     | 1           | 0,40%  |
| | Partido Pirata Europeo (PIRATES)                                                                    | Partido Pirata Europeo (PIRATES)                                                                    | Partido Pirata Europeo (PIRATES)                                            | Partido Pirata Europeo (PIRATES)                                            | Partido Pirata Europeo (PIRATES)                                            | Partido Pirata Europeo (PIRATES)                                            | Amelia Andersdotter Peter Sunde                 | 1     | 1           | 0,13%  |
| Partido Pirata de Alemania (Piraten)                                                                | Partido Pirata de Alemania (Piraten)                                                                | Partido Pirata de Alemania (Piraten)                                                                | 1                                                                           |                                                                             | 0,13                                                                        |                                                                             | Amelia Andersdotter Peter Sunde                 | 1     | 1           | 0,13%  |
| | Alianza por la Europa de las Democracias (EUDemocrats)                                              | Alianza por la Europa de las Democracias (EUDemocrats)                                              | Alianza por la Europa de las Democracias (EUDemocrats)                      | Alianza por la Europa de las Democracias (EUDemocrats)                      | Alianza por la Europa de las Democracias (EUDemocrats)                      | Alianza por la Europa de las Democracias (EUDemocrats)                      |                                                 | 1     | Sin cambios | 0,13%  |
| Movimiento Popular Contra la UE (N)                                                                 | Movimiento Popular Contra la UE (N)                                                                 | Movimiento Popular Contra la UE (N)                                                                 | 1                                                                           | Sin cambios                                                                 | 0,13%                                                                       |                                                                             |                                                 | 1     | Sin cambios | 0,13%  |
| | Candidaturas sin partido político europeo                                                           | Candidaturas sin partido político europeo                                                           | Candidaturas sin partido político europeo                                   | Candidaturas sin partido político europeo                                   | Candidaturas sin partido político europeo                                   | Candidaturas sin partido político europeo                                   |                                                 | 116   | 67          | 15,45% |
| Partido de la Independencia del Reino Unido (UKIP)                                                  | Partido de la Independencia del Reino Unido (UKIP)                                                  | Partido de la Independencia del Reino Unido (UKIP)                                                  | 24                                                                          | 16                                                                          | 3,19%                                                                       |                                                                             |                                                 | 116   | 67          | 15,45% |
| Movimiento 5 Estrellas (MVS)                                                                        | Movimiento 5 Estrellas (MVS)                                                                        | Movimiento 5 Estrellas (MVS)                                                                        | 17                                                                          |                                                                             | 2,26%                                                                       |                                                                             |                                                 | 116   | 67          | 15,45% |
| Alternativa para Alemania (AfD)                                                                     | Alternativa para Alemania (AfD)                                                                     | Alternativa para Alemania (AfD)                                                                     | 7                                                                           |                                                                             | 0,93%                                                                       |                                                                             |                                                 | 116   | 67          | 15,45% |
| Podemos                                                                                             | Podemos                                                                                             | Podemos                                                                                             | 5                                                                           |                                                                             | 0,67%                                                                       |                                                                             |                                                 | 116   | 67          | 15,45% |
| ANO 2011 (ANO)                                                                                      | ANO 2011 (ANO)                                                                                      | ANO 2011 (ANO)                                                                                      | 4                                                                           |                                                                             | 0,53%                                                                       |                                                                             |                                                 | 116   | 67          | 15,45% |
| Congreso de la Nueva Derecha (KNP)                                                                  | Congreso de la Nueva Derecha (KNP)                                                                  | Congreso de la Nueva Derecha (KNP)                                                                  | 4                                                                           |                                                                             | 0,53%                                                                       |                                                                             |                                                 | 116   | 67          | 15,45% |
| Sinn Féin (SF)                                                                                      | Sinn Féin (SF)                                                                                      | Sinn Féin (SF)                                                                                      | 4                                                                           | 3                                                                           | 0,53%                                                                       |                                                                             |                                                 | 116   | 67          | 15,45% |
| Unión Progreso y Democracia (UPyD)                                                                  | Unión Progreso y Democracia (UPyD)                                                                  | Unión Progreso y Democracia (UPyD)                                                                  | 4                                                                           | 3                                                                           | 0,53%                                                                       |                                                                             |                                                 | 116   | 67          | 15,45% |
| Coalición Democrática Unitaria (CDU)                                                                | Coalición Democrática Unitaria (CDU)                                                                | Coalición Democrática Unitaria (CDU)                                                                | 3                                                                           | 1                                                                           | 0,40%                                                                       |                                                                             |                                                 | 116   | 67          | 15,45% |
| Bulgaria contra la Censura-Movimiento Nacional Búlgaro (BBTs-VMRO)                                  | Bulgaria contra la Censura-Movimiento Nacional Búlgaro (BBTs-VMRO)                                  | Bulgaria contra la Censura-Movimiento Nacional Búlgaro (BBTs-VMRO)                                  | 2                                                                           |                                                                             | 0,27%                                                                       |                                                                             |                                                 | 116   | 67          | 15,45% |
| Ciudadanos-Partido de la Ciudadanía (Cs)                                                            | Ciudadanos-Partido de la Ciudadanía (Cs)                                                            | Ciudadanos-Partido de la Ciudadanía (Cs)                                                            | 2                                                                           |                                                                             | 0,27%                                                                       |                                                                             |                                                 | 116   | 67          | 15,45% |
| Coalición Democrática (DK)                                                                          | Coalición Democrática (DK)                                                                          | Coalición Democrática (DK)                                                                          | 2                                                                           |                                                                             | 0,27%                                                                       |                                                                             |                                                 | 116   | 67          | 15,45% |
| Demócratas de Suecia (SD)                                                                           | Demócratas de Suecia (SD)                                                                           | Demócratas de Suecia (SD)                                                                           | 2                                                                           |                                                                             | 0,27%                                                                       |                                                                             |                                                 | 116   | 67          | 15,45% |
| El Río (Potami)                                                                                     | El Río (Potami)                                                                                     | El Río (Potami)                                                                                     | 2                                                                           |                                                                             | 0,27%                                                                       |                                                                             |                                                 | 116   | 67          | 15,45% |
| La Otra Europa con Tsipras: Independiente                                                           | La Otra Europa con Tsipras: Independiente                                                           | La Otra Europa con Tsipras: Independiente                                                           | 2                                                                           |                                                                             | 0,13%                                                                       |                                                                             |                                                 | 116   | 67          | 15,45% |
| Partido Comunista de Grecia (KKE)                                                                   | Partido Comunista de Grecia (KKE)                                                                   | Partido Comunista de Grecia (KKE)                                                                   | 2                                                                           | 1                                                                           | 0,27%                                                                       |                                                                             |                                                 | 116   | 67          | 15,45% |
| Partido de la Tierra (MPT)                                                                          | Partido de la Tierra (MPT)                                                                          | Partido de la Tierra (MPT)                                                                          | 2                                                                           |                                                                             | 0,27%                                                                       |                                                                             |                                                 | 116   | 67          | 15,45% |
| Partido del Movimiento Popular (PMP)                                                                | Partido del Movimiento Popular (PMP)                                                                | Partido del Movimiento Popular (PMP)                                                                | 2                                                                           | Sin cambios                                                                 | 0,27%                                                                       |                                                                             |                                                 | 116   | 67          | 15,45% |
| Partido Socialista (SP)                                                                             | Partido Socialista (SP)                                                                             | Partido Socialista (SP)                                                                             | 2                                                                           | Sin cambios                                                                 | 0,27%                                                                       |                                                                             |                                                 | 116   | 67          | 15,45% |
| Anova-Irmandade Nacionalista                                                                        | Anova-Irmandade Nacionalista                                                                        | Anova-Irmandade Nacionalista                                                                        | 1                                                                           |                                                                             | 0,13%                                                                       |                                                                             |                                                 | 116   | 67          | 15,45% |
| El Partido (Die PARTEI)                                                                             | El Partido (Die PARTEI)                                                                             | El Partido (Die PARTEI)                                                                             | 1                                                                           |                                                                             | 0,13%                                                                       |                                                                             |                                                 | 116   | 67          | 15,45% |
| Griegos Independientes (ANEL)                                                                       | Griegos Independientes (ANEL)                                                                       | Griegos Independientes (ANEL)                                                                       | 1                                                                           |                                                                             | 0,13%                                                                       |                                                                             |                                                 | 116   | 67          | 15,45% |
| Iniciativa Feminista (FI)                                                                           | Iniciativa Feminista (FI)                                                                           | Iniciativa Feminista (FI)                                                                           | 1                                                                           |                                                                             | 0,13%                                                                       |                                                                             |                                                 | 116   | 67          | 15,45% |
| Juntos 2014-Diálogo para Hungría (Együtt-PM)                                                        | Juntos 2014-Diálogo para Hungría (Együtt-PM)                                                        | Juntos 2014-Diálogo para Hungría (Együtt-PM)                                                        | 1                                                                           |                                                                             | 0,13%                                                                       |                                                                             |                                                 | 116   | 67          | 15,45% |
| Los Pueblos Deciden (LPD)                                                                           | Los Pueblos Deciden (LPD)                                                                           | Los Pueblos Deciden (LPD)                                                                           | 1                                                                           |                                                                             | 0,13%                                                                       |                                                                             |                                                 | 116   | 67          | 15,45% |
| Nova                                                                                                | Nova                                                                                                | Nova                                                                                                | 1                                                                           |                                                                             | 0,13%                                                                       |                                                                             |                                                 | 116   | 67          | 15,45% |
| Partido Croata por los Derechos (HSP-AS)                                                            | Partido Croata por los Derechos (HSP-AS)                                                            | Partido Croata por los Derechos (HSP-AS)                                                            | 1                                                                           | Sin cambios                                                                 | 0,13%                                                                       |                                                                             |                                                 | 116   | 67          | 15,45% |
| Partido de las Familias de Alemania (Familie)                                                       | Partido de las Familias de Alemania (Familie)                                                       | Partido de las Familias de Alemania (Familie)                                                       | 1                                                                           |                                                                             | 0,13%                                                                       |                                                                             |                                                 | 116   | 67          | 15,45% |
| Partido Ser Humano, Medio Ambiente y Protección de los Animales (Tierschutz)                        | Partido Ser Humano, Medio Ambiente y Protección de los Animales (Tierschutz)                        | Partido Ser Humano, Medio Ambiente y Protección de los Animales (Tierschutz)                        | 1                                                                           |                                                                             | 0,13%                                                                       |                                                                             |                                                 | 116   | 67          | 15,45% |
| Partido Social Cristiano (CSP)                                                                      | Partido Social Cristiano (CSP)                                                                      | Partido Social Cristiano (CSP)                                                                      | 1                                                                           | Sin cambios                                                                 | 0,13%                                                                       |                                                                             |                                                 | 116   | 67          | 15,45% |
| Partido de los Ciudadanos Libres (Svobodní)                                                         | Partido de los Ciudadanos Libres (Svobodní)                                                         | Partido de los Ciudadanos Libres (Svobodní)                                                         | 1                                                                           |                                                                             | 0,13%                                                                       |                                                                             |                                                 | 116   | 67          | 15,45% |
| Partido Democrático (DIKO)                                                                          | Partido Democrático (DIKO)                                                                          | Partido Democrático (DIKO)                                                                          | 1                                                                           | Sin cambios                                                                 | 0,13%                                                                       |                                                                             |                                                 | 116   | 67          | 15,45% |
| Partido Ecológico-Democrático (ÖDP)                                                                 | Partido Ecológico-Democrático (ÖDP)                                                                 | Partido Ecológico-Democrático (ÖDP)                                                                 | 1                                                                           |                                                                             | 0,13%                                                                       |                                                                             |                                                 | 116   | 67          | 15,45% |
| Partido por los Animales (PVdD)                                                                     | Partido por los Animales (PVdD)                                                                     | Partido por los Animales (PVdD)                                                                     | 1                                                                           |                                                                             | 0,13%                                                                       |                                                                             |                                                 | 116   | 67          | 15,45% |
| Partido Unionista Democrático (DUP)                                                                 | Partido Unionista Democrático (DUP)                                                                 | Partido Unionista Democrático (DUP)                                                                 | 1                                                                           | Sin cambios                                                                 | 0,13%                                                                       |                                                                             |                                                 | 116   | 67          | 15,45% |
| Partido Verjamem                                                                                    | Partido Verjamem                                                                                    | Partido Verjamem                                                                                    | 1                                                                           |                                                                             | 0,13%                                                                       |                                                                             |                                                 | 116   | 67          | 15,45% |
| Por la Patria y la Libertad/LNNK (TB/LNNK)                                                          | Por la Patria y la Libertad/LNNK (TB/LNNK)                                                          | Por la Patria y la Libertad/LNNK (TB/LNNK)                                                          | 1                                                                           | Sin cambios                                                                 | 0,13%                                                                       |                                                                             |                                                 | 116   | 67          | 15,45% |
| Unión de Verdes y Campesinos (ZZS)                                                                  | Unión de Verdes y Campesinos (ZZS)                                                                  | Unión de Verdes y Campesinos (ZZS)                                                                  | 1                                                                           |                                                                             | 0,13%                                                                       |                                                                             |                                                 | 116   | 67          | 15,45% |
| Unión Lituana de Agricultores y Verdes (LVŽS)                                                       | Unión Lituana de Agricultores y Verdes (LVŽS)                                                       | Unión Lituana de Agricultores y Verdes (LVŽS)                                                       | 1                                                                           |                                                                             | 0,13%                                                                       |                                                                             |                                                 | 116   | 67          | 15,45% |
| Independiente: Indrek Tarand                                                                        | Independiente: Indrek Tarand                                                                        | Independiente: Indrek Tarand                                                                        | 1                                                                           | Sin cambios                                                                 | 0,13%                                                                       |                                                                             |                                                 | 116   | 67          | 15,45% |
| Independiente: Luke 'Ming' Flanagan                                                                 | Independiente: Luke 'Ming' Flanagan                                                                 | Independiente: Luke 'Ming' Flanagan                                                                 | 1                                                                           |                                                                             | 0,13%                                                                       |                                                                             |                                                 | 116   | 67          | 15,45% |
| Independiente: Mircea Diaconu                                                                       | Independiente: Mircea Diaconu                                                                       | Independiente: Mircea Diaconu                                                                       | 1                                                                           |                                                                             | 0,13%                                                                       |                                                                             |                                                 | 116   | 67          | 15,45% |
| Independiente: Nessa Childers                                                                       | Independiente: Nessa Childers                                                                       | Independiente: Nessa Childers                                                                       | 1                                                                           |                                                                             | 0,13%                                                                       |                                                                             |                                                 | 116   | 67          | 15,45% |

## Nuevo Parlamento
Tras las elecciones, el Parlamento Europeo se forma en grupos políticos, elige al Presidente y el resto de la Mesa de la Eurocámara, y se dividen en comisiones de trabajo.

### Formación de los grupos políticos
Durante el mes de junio de 2014, los diferentes diputados electos negociaron para formar los grupos políticos del Parlamento Europeo, que necesitan de un mínimo de 25 eurodiputados de siete estado miembro de la Unión Europea.  Los siete grupos que terminaron la VII legislatura del Parlamento Europeo, fueron los que comenzaron la VIII, con bajadas del Grupo del Partido Popular Europeo, del Grupo de la Alianza Progresista de Socialistas y Demócratas, del Grupo de la Alianza de los Liberales y Demócratas por Europa y del Grupo de Los Verdes / Alianza Libre Europea, frente a las grandes subidas del Grupo de los Conservadores y Reformistas Europeos, que logró la tercera plaza, del Grupo Confederal de la Izquierda Unitaria Europea / Izquierda Verde Nórdica, que logró la quinta, y del Grupo Europa de la Libertad y la Democracia Directa, anteriormente denominado Grupo Europa de la Libertad y la Democracia, que logró quedarse a dos escaños de la sexta plaza.
Si bien, hasta el último momento hubo negociaciones para crear un grupo político relacionado con el partido político europeo Alianza Europea por la Libertad (EAF), liderado por el Frente Nacional francés de Marine Le Pen, que logró 38 diputados en cinco Estados miembro de la Unión Europea. Si bien, las gestiones del Partido de la Independencia del Reino Unido para lograr aliados para su grupo, el descartar a los partidos más extremistas como Amanecer Dorado o el Partido Nacionaldemócrata de Alemania, y los problemas del Partido por la Libertad de los Países Bajos para pactar con el Congreso de la Nueva Derecha de Polonia, dejaron a EAF sin opciones.
Por tanto, estos son los grupos políticos que formarán parte de la sesión inaugural de la VIII legislatura del Parlamento Europeo, que se celebrará el 1 de julio de 2014:
| Estado          | Grupos políticos del Parlamento Europeo      | Grupos políticos del Parlamento Europeo | Grupos políticos del Parlamento Europeo | Grupos políticos del Parlamento Europeo | Grupos políticos del Parlamento Europeo | Grupos políticos del Parlamento Europeo | Grupos políticos del Parlamento Europeo | Grupos políticos del Parlamento Europeo | Grupos políticos del Parlamento Europeo | Grupos políticos del Parlamento Europeo | Grupos políticos del Parlamento Europeo | Grupos políticos del Parlamento Europeo | Grupos políticos del Parlamento Europeo | Grupos políticos del Parlamento Europeo | Grupos políticos del Parlamento Europeo | Grupos políticos del Parlamento Europeo | MEP's | MEP's |    |    |    |
| Estado          | EPPG                                         | EPPG                                    | S&D                                     | S&D                                     | ECR                                     | ECR                                     | ALDE                                    | ALDE                                    | GUE/NGL                                 | GUE/NGL                                 | G-EFA                                   | G-EFA                                   | EFDD                                    | EFDD                                    | NI                                      | NI                                      | MEP's | MEP's |    |    |    |
| --------------- | -------------------------------------------- | --------------------------------------- | --------------------------------------- | --------------------------------------- | --------------------------------------- | --------------------------------------- | --------------------------------------- | --------------------------------------- | --------------------------------------- | --------------------------------------- | --------------------------------------- | --------------------------------------- | --------------------------------------- | --------------------------------------- | --------------------------------------- | --------------------------------------- | ----- | ----- | -- | -- | -- |
| Estado          | Alemania                                     | 29 (CDU) 5 (CSU)                        | -8                                      | 27 (SPD)                                | +4                                      | 7 (AfD) 1 (Familie)                     | +8                                      | 3 (FDP) 1 (FW)                          | -8                                      | 7 (Linke) 1 (Tierschutz)                |                                         | 11 (Grüne) 1 (Piraten) 1 (ÖDP)          | -1                                      |                                         |                                         | 1 (NPD) 1 (PARTEI)                      | MEP's | MEP's | +2 | 96 | -3 |
| Francia         | 20 (UMP)                                     | -10                                     | 13 (PS-PRG)                             | -1                                      |                                         |                                         | 4 (MoDem) 3 (UDI)                       | +1                                      | 3 (FG) 1 (AoM)                          | -1                                      | 6 (EE-LV)                               | -9                                      | 1 (Bergeron)                            |                                         | 23 (FN-RBM)                             | +20                                     | 74    |       |    |    |    |
| Reino Unido     |                                              |                                         | 20 (Lab)                                | +7                                      | 19 (Cons.) 1 (UUP)                      | -7                                      | 1 (LibDem)                              | -11                                     | 1 (SF)                                  |                                         | 3 (Green) 2 (SNP) 1 (PC)                | +1                                      | 24 (UKIP)                               | +16                                     | 1 (DUP)                                 | -6                                      | 73    |       |    |    |    |
| Italia          | 13 (FI) 3 (NCD-UdC) 1 (SVP)                  | -17                                     | 31 (PD)                                 | +8                                      |                                         | -2                                      |                                         | -4                                      | 3 (AET)                                 | +3                                      |                                         |                                         | 17 (M5S)                                | +9                                      | 5 (LN)                                  | +3                                      | 73    |       |    |    |    |
| España          | 16 (PP) 1 (UDC)                              | -8                                      | 14 (PSOE)                               | -9                                      |                                         |                                         | 4 (UPyD) 2 (Cs) 1 (CDC) 1 (PNV)         | +6                                      | 5 (Podemos) 4 (IU) 1 (Anova) 1 (LPD)    | +10                                     | 2 (EPDD) 1 (ICV) 1 (PE)                 | +2                                      |                                         |                                         |                                         | -1                                      | 54    |       |    |    |    |
| Polonia         | 19 (PO) 4 (PSL)                              | -5                                      | 5 (SLD-UP)                              | -2                                      | 19 (PiS)                                | +7                                      |                                         |                                         |                                         |                                         |                                         |                                         |                                         | -4                                      | 4 (KNP)                                 | +4                                      | 51    |       |    |    |    |
| Rumania         | 6 (PNL) 5 (PDL) 2 (RMDSZ/UDMR) 2 (PMP)       | +1                                      | 16 (PSD-PC-U)                           | +5                                      |                                         |                                         | 1 (Diaconu)                             | -3                                      |                                         |                                         |                                         |                                         |                                         |                                         |                                         | -3                                      | 32    |       |    |    |    |
| Países Bajos    | 5 (CDA)                                      |                                         | 3 (PvdA)                                |                                         | 2 (CU-SGP)                              | +1                                      | 4 (D66) 3 (VVD)                         | +1                                      | 2 (SP) 1 (PvdD)                         | +1                                      | 2 (GL)                                  | -1                                      |                                         | -1                                      | 4 (PVV)                                 | -1                                      | 26    |       |    |    |    |
| Bélgica         | 2 (CDenV) 1 (CDH) 1 (CSP)                    |                                         | 3 (PS) 1 (SP.A)                         | -1                                      | 4 (NV-A)                                | +3                                      | 3 (VLD) 2 (MR) 1 (MCC)                  | +1                                      |                                         |                                         | 1 (Groen!) 1 (Ecolo)                    | -2                                      |                                         | -1                                      | 1 (VB)                                  |                                         | 21    |       |    |    |    |
| República Checa | 4 (TOP 09) 3 (KDU-CSL)                       | +5                                      | 4 (ČSSD)                                | -3                                      | 2 (ODS)                                 | -7                                      | 4 (ANO)                                 | +4                                      | 3 (KSČM)                                | -1                                      |                                         |                                         | 1 (Svobodní)                            | +1                                      |                                         |                                         | 21    | -1    |    |    |    |
| Grecia          | 5 (ND)                                       | -2                                      | 2 (ELIA) 2 (Potami)                     | -4                                      | 1 (ANEL)                                | +1                                      |                                         | -1                                      | 6 (SYRIZA)                              | +3                                      |                                         | -1                                      |                                         | –2                                      | 3 (XA) 2 (KKE)                          | +5                                      | 21    | -1    |    |    |    |
| Hungría         | 11 (FIDESZ) 1 (KDNP)                         | -2                                      | 2 (MSZP) 2 (DK)                         |                                         |                                         | -1                                      |                                         |                                         |                                         |                                         | 1 (LMP) 1 (Együtt-PM)                   | +2                                      |                                         |                                         | 3 (Jobbik)                              |                                         | 21    | -1    |    |    |    |
| Portugal        | 6 (PSD) 1 (CDS-PP)                           | -3                                      | 8 (PS)                                  | +1                                      |                                         |                                         | 2 (MPT)                                 | +2                                      | 3 (CDU) 1 (BE)                          |                                         |                                         | -1                                      |                                         |                                         |                                         |                                         | 21    | -1    |    |    |    |
| Suecia          | 3 (MOD) 1 (KD)                               | -1                                      | 5 (SAP) 1 (FI)                          |                                         |                                         |                                         | 2 (FP) 1 (CP)                           | -1                                      | 1 (V)                                   |                                         | 4 (MP)                                  |                                         | 2 (SD)                                  | +2                                      |                                         |                                         | 20    |       |    |    |    |
| Austria         | 5 (ÖVP)                                      | -1                                      | 5 (SPÖ)                                 |                                         |                                         |                                         | 1 (NEOS)                                | +1                                      |                                         |                                         | 3 (Grünen)                              | +1                                      |                                         |                                         | 4 (FPÖ)                                 | -2                                      | 18    | -1    |    |    |    |
| Bulgaria        | 6 (GERB) 1 (RB)                              |                                         | 4 (KB)                                  |                                         | 1 (BBTs) 1 (VMRO)                       | +2                                      | 4 (DPS)                                 | -1                                      |                                         |                                         |                                         |                                         |                                         | -1                                      |                                         | -1                                      | 17    | -1    |    |    |    |
| Finlandia       | 3 (KOK)                                      | -1                                      | 2 (SDP)                                 |                                         | 2 (PS)                                  | +2                                      | 3 (KESK) 1 (SFP/RKP)                    |                                         | 1 (VAS)                                 | +1                                      | 1 (Vihr)                                | -1                                      |                                         | -1                                      |                                         |                                         | 13    |       |    |    |    |
| Dinamarca       | 1 (C)                                        |                                         | 3 (SD)                                  | -2                                      | 4 (DF)                                  | +3                                      | 2 (V) 1 (RV)                            |                                         | 1 (N)                                   |                                         | 1 (SF)                                  |                                         |                                         | -1                                      |                                         |                                         | 13    |       |    |    |    |
| Eslovaquia      | 2 (KDH) 2 (SDKU/DS) 1 (SMK/MKP) 1 (Most-Híd) |                                         | 4 (SMER)                                | -1                                      | 1 (OĽaNO) 1 (Nova)                      | +2                                      | 1 (SaS)                                 |                                         |                                         |                                         |                                         |                                         |                                         | -1                                      |                                         |                                         | 13    |       |    |    |    |
| Croacia         | 4 (HDZ) 1 (HSS)                              |                                         | 2 (SDP)                                 | -3                                      | 1 (HSP-AS)                              |                                         | 1 (HNS) 1 (IDS)                         | +2                                      |                                         | -1                                      | 1 (ORaH)                                | +1                                      |                                         |                                         |                                         |                                         | 11    | -1    |    |    |    |
| Irlanda         | 4 (FG)                                       |                                         | 1 (Childers)                            | -1                                      | 1 (FF)                                  | +1                                      | 1 (Harking)                             | -3                                      | 3 (SF) 1 (Ming)                         | +3                                      |                                         |                                         |                                         |                                         |                                         | -1                                      | 11    | -1    |    |    |    |
| Lituania        | 2 (TS-LKD)                                   | –2                                      | 2 (LSDP)                                | -1                                      | 1 (Koalicija)                           |                                         | 2 (LRLS) 1 (DP)                         | +1                                      |                                         |                                         | 1 (LVŽS)                                | +1                                      | 2 (TT)                                  |                                         |                                         |                                         | 11    | -1    |    |    |    |
| Letonia         | 4 (VIENOTIBA)                                |                                         | 1 (SDP)                                 |                                         | 1 (TB/LNNK)                             |                                         |                                         | -1                                      |                                         | -1                                      | 1 (LKS)                                 |                                         | 1 (ZZS)                                 | +1                                      |                                         |                                         | 8     | -1    |    |    |    |
| Eslovenia       | 3 (SDS) 2 (SLS-NSi)                          | +1                                      | 1 (SD)                                  | -1                                      |                                         |                                         | 1 (DeSUS)                               | -1                                      |                                         |                                         | 1 (Verjamem)                            | +1                                      |                                         |                                         |                                         |                                         | 8     |       |    |    |    |
| Chipre          | 2 (DISY-EVROKO)                              |                                         | 1 (EDEK-KOP) 1 (DIKO)                   |                                         |                                         |                                         |                                         |                                         | 2 (AKEL)                                |                                         |                                         |                                         |                                         |                                         |                                         |                                         | 6     |       |    |    |    |
| Estonia         | 1 (IRL)                                      |                                         | 1 (SDE)                                 |                                         |                                         |                                         | 2 (REF) 1 (KE)                          |                                         |                                         |                                         | 1 (Tarand)                              |                                         |                                         |                                         |                                         |                                         | 6     |       |    |    |    |
| Luxemburgo      | 3 (CSV)                                      |                                         | 1 (LSAP)                                |                                         |                                         |                                         | 1 (DP)                                  |                                         |                                         |                                         | 1 (Gréng)                               |                                         |                                         |                                         |                                         |                                         | 6     |       |    |    |    |
| Malta           | 3 (PN)                                       | +1                                      | 3 (PL)                                  | -1                                      |                                         |                                         |                                         |                                         |                                         |                                         |                                         |                                         |                                         |                                         |                                         |                                         | 6     |       |    |    |    |
| Total           |                                              |                                         |                                         |                                         |                                         |                                         |                                         |                                         |                                         |                                         |                                         |                                         |                                         |                                         |                                         |                                         | MEPs  | MEPs  |    |    |    |
| Total           | EPPG                                         | EPPG                                    | S&D                                     | S&D                                     | ECR                                     | ECR                                     | ALDE                                    | ALDE                                    | GUE/NGL                                 | GUE/NGL                                 | G-EFA                                   | G-EFA                                   | EFDD                                    | EFDD                                    | NI                                      | NI                                      | MEPs  | MEPs  |    |    |    |
| Total           | 221                                          | -52                                     | 191                                     | -5                                      | 70                                      | +13                                     | 67                                      | -15                                     | 52                                      | +17                                     | 50                                      | -7                                      | 48                                      | +17                                     | 52                                      | +19                                     | 751   | -13   |    |    |    |

Nota: Los datos comparativos son en relación a la organización de los grupos al final del séptimo mandado del Parlamento Europeo, con el Tratado de Lisboa ya en funcionamiento.

### Mesa del Parlamento
Tras la constitución del nuevo Parlamento Europeo, el 1 de julio de 2014, los grupos políticos eligieron a sus representantes en la Mesa del Parlamento Europeo, incluyendo al presidente, 14 vicepresidentes y 5 cuestores.

#### Presidente
Para la presidencia del Parlamento, el Grupo del Partido Popular Europeo y el Grupo de la Alianza Progresista de Socialistas y Demócratas, con el apoyo de la Alianza de los Demócratas y Liberales por Europa, acordaron repartirsela media legislatura cada partido, con el socialista Martin Schulz hasta finales de 2016 y el popular Manfred Weber hasta el final de la legislatura. Además compitieron Sajjad Karim por el Grupo de los Conservadores y Reformistas Europeos, Pablo Iglesias por el Grupo Confederal de la Izquierda Unitaria Europea / Izquierda Verde Nórdica y Ulrike Lunacek por el Grupo de Los Verdes / Alianza Libre Europea.
|                  |                          |                             |                            |                                  |
| Candidato        |                          |                             |                            |                                  |
| Martin Schulz    | Sajjad Karim             | Pablo Iglesias              | Ulrike Lunacek             |                                  |
| Estado           | Alemania                 | Reino Unido                 | España                     | Austria                          |
| Partido político | Partido Socialdemócrata  | Partido Conservador         | Podemos                    | Los Verdes-La Alternativa Verde  |
| Grupo político   | Socialistas y Demócratas | Conservadores y Reformistas | Izquierda Unitaria Europea | Los Verdes/Alianza Libre Europea |
| Votos            | 409                      | 101                         | 51                         | 51                               |

#### Vicepresidentes
En las 14 vicepresidencias, seis pertenecen al Grupo del Partido Popular Europeo, tres a Grupo de la Alianza Progresista de Socialistas y Demócratas, dos de la Alianza de los Demócratas y Liberales por Europa, y uno para el Grupo de los Conservadores y Reformistas Europeos, el Grupo de Los Verdes / Alianza Libre Europea, y el Grupo Confederal de la Izquierda Unitaria Europea / Izquierda Verde Nórdica.
| Primera vuelta Votos emitidos: 729 \| Votos blancos o nulos: 12 \| Mayoría absoluta: 359 | Primera vuelta Votos emitidos: 729 \| Votos blancos o nulos: 12 \| Mayoría absoluta: 359 | Primera vuelta Votos emitidos: 729 \| Votos blancos o nulos: 12 \| Mayoría absoluta: 359 | Primera vuelta Votos emitidos: 729 \| Votos blancos o nulos: 12 \| Mayoría absoluta: 359 | Primera vuelta Votos emitidos: 729 \| Votos blancos o nulos: 12 \| Mayoría absoluta: 359 | Primera vuelta Votos emitidos: 729 \| Votos blancos o nulos: 12 \| Mayoría absoluta: 359 |
| Nombre                                                                                   | Nombre                                                                                   | Estado                                                                                   | Partido político                                                                         | Grupo político                                                                           | Votos                                                                                    |
| ---------------------------------------------------------------------------------------- | ---------------------------------------------------------------------------------------- | ---------------------------------------------------------------------------------------- | ---------------------------------------------------------------------------------------- | ---------------------------------------------------------------------------------------- | ---------------------------------------------------------------------------------------- |
|                                                                                          | Antonio Tajani                                                                           | Italia                                                                                   | Forza Italia                                                                             | Partido Popular Europeo                                                                  | 452                                                                                      |
|                                                                                          | Mairead McGuinness                                                                       | Irlanda                                                                                  | Fine Gael                                                                                | Partido Popular Europeo                                                                  | 441                                                                                      |
|                                                                                          | Rainer Wieland                                                                           | Alemania                                                                                 | Unión Demócrata Cristiana                                                                | Partido Popular Europeo                                                                  | 437                                                                                      |
|                                                                                          | Ramón Luis Valcárcel                                                                     | España                                                                                   | Partido Popular                                                                          | Partido Popular Europeo                                                                  | 406                                                                                      |
|                                                                                          | Ildikó Pelczné Gáll                                                                      | Hungría                                                                                  | Fidesz-Unión Cívica Húngara                                                              | Partido Popular Europeo                                                                  | 400                                                                                      |
|                                                                                          | Adina-Ioana Vălean                                                                       | Rumania                                                                                  | Partido Nacional Liberal                                                                 | Partido Popular Europeo                                                                  | 394                                                                                      |
| Segunda vuelta Votos emitidos: 704 \| Votos blancos o nulos: 13 \| Mayoría absoluta: 346 |                                                                                          |                                                                                          |                                                                                          |                                                                                          |                                                                                          |
| Nombre                                                                                   | Nombre                                                                                   | Estado                                                                                   | Partido político                                                                         | Votos                                                                                    |                                                                                          |
|                                                                                          | Sylvie Guillaume                                                                         | Francia                                                                                  | Partido Socialista                                                                       | Socialistas y Demócratas                                                                 | 406                                                                                      |
|                                                                                          | Corina Crețu                                                                             | Rumania                                                                                  | Partido Socialdemócrata                                                                  | Socialistas y Demócratas                                                                 | 406                                                                                      |
|                                                                                          | David Sassoli                                                                            | Italia                                                                                   | Partido Democrático                                                                      | Socialistas y Demócratas                                                                 | 394                                                                                      |
| Tercera vuelta Votos emitidos: 706 \| Votos blancos o nulos: 16 \| Mayoría simple        |                                                                                          |                                                                                          |                                                                                          |                                                                                          |                                                                                          |
| Nombre                                                                                   | Nombre                                                                                   | Estado                                                                                   | Partido político                                                                         | Grupo político                                                                           | Votos                                                                                    |
|                                                                                          | Ulrike Lunacek                                                                           | Austria                                                                                  | Los Verdes-La Alternativa Verde                                                          | Los Verdes/Alianza Libre Europea                                                         | 390                                                                                      |
|                                                                                          | Olli Rehn                                                                                | Finlandia                                                                                | Partido del Centro                                                                       | Liberales y Demócratas                                                                   | 377                                                                                      |
|                                                                                          | Alexander Graf Lambsdorff                                                                | Alemania                                                                                 | Partido Democrático Liberal                                                              | Liberales y Demócratas                                                                   | 365                                                                                      |
|                                                                                          | Dimitris Papadimoulis                                                                    | Grecia                                                                                   | Coalición de la Izquierda Radical                                                        | Izquierda Unitaria Europea                                                               | 302                                                                                      |
|                                                                                          | Ryszard Czarnecki                                                                        | Polonia                                                                                  | Ley y Justicia                                                                           | Conservadores y Reformistas                                                              | 284                                                                                      |

#### Cuestores
Los cuestores fueron elegidos en la mañana del 2 de julio de 2014, y son los encargados de las cuestiones administrativas y financieras que afectan directamente a los eurodiputados y garantizan que éstos dispongan de las infraestructuras necesarias para llevar a cabo su trabajo. Son miembros de la Mesa del Parlamento Europeo, pero no tienen derecho a voto.
| Primera vuelta | Primera vuelta           | Primera vuelta | Primera vuelta                                   | Primera vuelta              | Primera vuelta |
| Nombre         | Nombre                   | Estado         | Partido político                                 | Grupo político              | Votos          |
| -------------- | ------------------------ | -------------- | ------------------------------------------------ | --------------------------- | -------------- |
|                | Elisabeth Morin-Chartier | Francia        | Unión por un Movimiento Popular                  | Partido Popular Europeo     | 452            |
|                | Bogusław Liberadzki      | Polonia        | Plataforma Cívica                                | Socialistas y Demócratas    | 443            |
|                | Catherine Bearder        | Reino Unido    | Liberal Demócratas                               | Liberales y Demócratas      | 425            |
|                | Andrey Kovatchev         | Bulgaria       | Ciudadanos por el Desarrollo Europeo de Bulgaria | Partido Popular Europeo     | 420            |
| Segunda vuelta |                          |                |                                                  |                             |                |
| Nombre         | Nombre                   | Estado         | Partido político                                 | Grupo político              | Votos          |
|                | Karol Adam Karski        | Polonia        | Ley y Justicia                                   | Conservadores y Reformistas | 347            |

### Comisiones parlamentarias
Una vez constituido el Parlamento Europeo, los eurodiputados se dividen en veinte comisiones, y dos subcomisiones, para trabajar, de manera individualizada, temáticas concretas, que incluyen asuntos como desarrollo, comercio internacional, pesca, cultura y educación o derechos de la mujer. Cada comisión tiene la obligación, en su primera reunión, de elegir a su presidente y cuatro vicepresidentes.
| Comisión del Parlamento                               | Presidente | Presidente         | Estado          | Partido político                         | Grupo político              |
| ----------------------------------------------------- | ---------- | ------------------ | --------------- | ---------------------------------------- | --------------------------- |
| Asuntos exteriores                                    |            | Elmar Brok         | Alemania        | Unión Demócrata Cristiana                | Partido Popular Europeo     |
| - Derechos Humanos                                    |            | Elena Valenciano   | España          | Partido Socialista Obrero Español        | Socialistas y Demócratas    |
| - Seguridad y defensa                                 |            | Anna Fotyga        | Polonia         | Ley y Justicia                           | Conservadores y Reformistas |
| Desarrollo                                            |            | Linda McAvan       | Reino Unido     | Partido Laborista                        | Socialistas y Demócratas    |
| Comercio internacional                                |            | Bernd Lange        | Alemania        | Partido Socialdemócrata de Alemania      | Socialistas y Demócratas    |
| Presupuestos                                          |            | Jean Arthuis       | Francia         | Unión de los Demócratas e Independientes | Liberales y Demócratas      |
| Control presupuestario                                |            | Ingeborg Gräßle    | Alemania        | Unión Demócrata Cristiana                | Partido Popular Europeo     |
| Asuntos económicos y monetarios                       |            | Roberto Gualtieri  | Italia          | Partido Democrático                      | Socialistas y Demócratas    |
| Empleo y asuntos sociales                             |            | Thomas Händel      | Alemania        | Die Linke                                | Izquierda Unitaria          |
| Medio ambiente, salud pública y seguridad alimentaria |            | Giovanni La Via    | Italia          | Nueva Centroderecha                      | Partido Popular Europeo     |
| Industria, investigación y energía                    |            | Jerzy Buzek        | Polonia         | Plataforma Cívica                        | Partido Popular Europeo     |
| Mercado interior y protección del consumidor          |            | Vicky Ford         | Reino Unido     | Partido Conservador                      | Conservadores y Reformistas |
| Transportes y turismo                                 |            | Michael Cramer     | Alemania        | Alianza 90/Los Verdes                    | Los Verdes / Alianza Libre  |
| Desarrollo regional                                   |            | Iskra Mihaylova    | Bulgaria        | Movimiento por los Derechos y Libertades | Liberales y Demócratas      |
| Agricultura y desarrollo rural                        |            | Czesław Siekierski | Polonia         | Partido Campesino Polaco                 | Partido Popular Europeo     |
| Pesca                                                 |            | Alain Cadec        | Francia         | Unión por un Movimiento Popular          | Partido Popular Europeo     |
| Cultura y educación                                   |            | Silvia Costa       | Italia          | Partido Democrático                      | Socialistas y Demócratas    |
| Asuntos jurídicos                                     |            | Pavel Svoboda      | República Checa | Unión Cristiana y Demócrata              | Partido Popular Europeo     |
| Libertades civiles, justicia y asuntos de interior    |            | Claude Moraes      | Reino Unido     | Partido Laborista                        | Socialistas y Demócratas    |
| Asuntos constitucionales                              |            | Danuta Hübner      | Polonia         | Plataforma Cívica                        | Partido Popular Europeo     |
| Derechos de la mujer e igualdad de género             |            | Iratxe García      | España          | Partido Socialista Obrero Español        | Socialistas y Demócratas    |
| Peticiones                                            |            | Cecilia Wikström   | Suecia          | Partido Popular Liberal                  | Liberales y Demócratas      |

## Nueva Comisión Europea
Tras la entrada en vigor del Tratado de Lisboa, el Parlamento Europeo se convierte en pieza fundamental para la elección de la nueva Comisión Europea. El Presidente de la Comisión es propuesto por la mayoría cualificada del Consejo Europeo, sobre la base de los resultados electorales y tras consultar al presidente de la eurocámara, y debe ser ratificado por la mayoría absoluta de los Diputados al Parlamento Europeo reunidos en sesión plenaria.
Tras esta elección, el Consejo Europeo nombrará, de acuerdo con el presidente electo de la Comisión y con mayoría cualificada, al alto representante, que será un Vicepresidente de la Comisión, y en cuyo seno se encargará de la llevanza de las relaciones internacionales y coordinará, bajo la supervisión y la autoridad del presidente, la acción exterior de la Unión Europea.
Una vez elegidos ambos cargos, los gobiernos de los Estados miembro de la Unión Europea se reunirán con el presidente de la Comisión Europea para coordinar una adecuada composición de la Comisión Europea. Tras ello, el Consejo Europeo y el presidente, presentarán una lista de candidatos que deberán comparecer ante las comisiones del Parlamento Europeo para que estas eleven un informe de los mismos. Posteriormente, el pleno del Parlamento votará la lista completa con mayoría simple y la Comisión por mayoría cualificada.

### Elección del Presidente de la Comisión
El 27 de junio de 2014, el Consejo Europeo, reunido en Ypres (Bélgica), debatió sobre la candidatura de Jean-Claude Juncker a Presidente de la Comisión Europea. Antes de esta reunión, Reino Unido, Países Bajos, Hungría y Suecia mostraron su rechazo al candidato, pero el resto de países creyeron conveniente apostar por la persona propuesta por el partido ganador de las elecciones, el Partido Popular Europeo. Finalmente el bloque contrario a Juncker se quedó tan solo con británicos y húngaros, siendo aprobada su candidatura por mayoría absoluta del Consejo.
| Posición | Estados | Votos |
| -------- | --- | ----- |
| Sí       | Alemania, Austria, Bélgica, Bulgaria, Chipre, Croacia, Dinamarca, Eslovaquia, Eslovenia, España, Estonia, Finlandia, Francia, Grecia, Irlanda, Italia, Letonia, Lituania, Luxemburgo, Malta, Países Bajos, Polonia, Portugal, República Checa, Rumanía, Suecia. | 26    |
| No       | Hungría, Reino Unido. | 2     |

Tras este acuerdo del Consejo, el Parlamento Europeo, se reunió en sesión plenaria el martes 15 de julio, para someter a debate la candidatura de Jean-Claude Juncker como Presidente de la Comisión Europea. El candidato reclamó un paquete de inversiones ambicioso, con especial atención al I+D, transporte, internet y reindustrialización, pero que no supongan más deuda para la Unión Europea, creando un fondo mixto entre los gobiernos y empresas privadas, a través de fondos estructurales del Banco Europeo de Inversiones.
Juncker reunió finalmente 422 votos favorables, todos del Grupo del Partido Popular Europeo, Grupo de la Alianza Progresista de Socialistas y Demócratas y del Grupo de la Alianza de los Liberales y Demócratas por Europa, así como algunos del Grupo de Los Verdes / Alianza Libre Europea, y 250 en contra, entre ellos el Partido Laborista del Reino Unido y el Partido Socialista Obrero Español, así como la mayoría del Grupo de los Conservadores y Reformistas Europeos, del Grupo Confederal de la Izquierda Unitaria Europea / Izquierda Verde Nórdica y del Grupo Europa de la Libertad y la Democracia Directa, así como de los No inscritos, especialmente los pertenecientes a la Alianza Europea por la Libertad.
| Posición | Posición previa a la votación de los Grupos políticos | Votos |
| -------- | --- | ----- |
| Sí       | Grupo del Partido Popular Europeo, Grupo de la Alianza Progresista de Socialistas y Demócratas, Grupo de la Alianza de los Liberales y Demócratas por Europa.                        | 422   |
| No       | Grupo de los Conservadores y Reformistas Europeos, Grupo Confederal de la Izquierda Unitaria Europea / Izquierda Verde Nórdica, Grupo Europa de la Libertad y la Democracia Directa. | 250   |
| Blanco   | | 47    |
| Nulo     | | 17    |

Nota: La votación es secreta, y por tanto no se conoce la posición exacta de cada eurodiputado. Lo indicado son las posiciones oficiales del grupo, anunciadas con anterioridad a la votación.

### Nombramiento del Alto representante para Asuntos Exteriores y Política de Seguridad

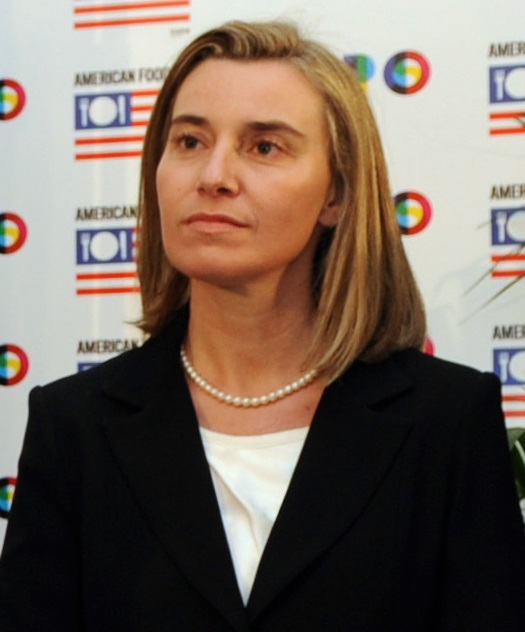
Federica Mogherini, alta representante de la Unión para Asuntos Exteriores y Política de Seguridad (2014-2019).

Herman Van Rompuy, presidente del Consejo Europeo anunció, el 30 de agosto de 2014, la elección de la italiana Federica Mogherini como alta representante de la Unión para Asuntos Exteriores y Política de Seguridad desde el 1 de noviembre, fecha de renovación de los cargos europeos. Hasta su nombramiento,Mogherini fue ministra de Relaciones Internacionales del Gobierno de Italia por el Partido Democrático.
Aunque recibió el apoyo de su partido, el más votado de toda Europa, de los países gobernados por la izquierda, así como de Partido de los Socialistas Europeos, y de Angela Merkel,. el nombramiento de Mogherini no estuvo exento de polémica, ya que la italiana fue criticada en los medios de comunicación por su supuesta inexperiencia y su posicionamiento frente a la crisis de Ucrania, ya que Italia y Rusia mantienen estrechos vínculos por el gas y el petróleo, potenciados desde su llegada al ministerio.
Ya en sus primeras declaraciones, dio a entender un acercamiento a Rusia, afirmando que "mientras pensamos y trabajamos sobre el nivel de sanciones, también tenemos que mantener abierta la vía diplomática (...) esperando que la combinación, una sabia combinación, pueda ser efectiva".

### Designación del resto de los Comisarios
Jean-Claude Juncker, como nuevo Presidente de la Comisión Europea, y tras consultar a los Estados miembro de la Unión Europea, presentó el 10 de septiembre a las 28 personas que compondrían el colegio de comisarios para los 5 años de legislatura, incluidos el propio Juncker como Presidente y la alta representante para Asuntos Exteriores y Política de Seguridad.
Tras este anuncio, las diferentes comisiones del Parlamento Europeo realizaron audiencias a los candidatos, generándose especial controversia con el español Miguel Arias Cañete, tras una denuncia por conflictos de interés y por unas declaraciones machistas, y con la eslovena, Alenka Bratusek, que fue reprovada por la comisión.
| Presidente | Presidente | Presidente           | Cartera | Estado          | Partido político                   | Grupo político proponente   | Votaciones | Votaciones |
| Presidente | Presidente | Presidente           | Cartera | Estado          | Partido político                   | Grupo político proponente   | Adecuación | Aptitud    |
| ---------- | ---------- | -------------------- | --- | --------------- | ---------------------------------- | --------------------------- | ---------- | ---------- |
|            |            | Frans Timmermans     | Primer Vicepresidente Mejora de la Legislación, Relaciones Interinstucionales, Estado de Derecho y Carta de los Derechos Fundamentales | Países Bajos    | Partido del Trabajo                | Socialistas y Demócratas    |            |            |
|            |            | Kristalina Georgieva | Vicepresidente Presupuesto y Recursos Humanos                                                                                          | Bulgaria        | Independiente                      | Partido Popular Europeo     |            |            |
|            |            | Alenka Bratušek      | Vicepresidente Unión energética | Eslovenia       | Eslovenia Positiva                 | Liberales y Demócratas      | 112 13     |            |
|            |            | Jyrki Katainen       | Vicepresidente Fomento del Empleo, Crecimiento, Inversión y Competitividad                                                             | Finlandia       | Coalición Nacional                 | Partido Popular Europeo     |            |            |
|            |            | Valdis Dombrovskis   | Vicepresidente Euro y Diálogo Social                                                                                                   | Letonia         | Unidad                             | Partido Popular Europeo     |            |            |
|            |            | Andrus Ansip         | Vicepresidente Mercado único digital                                                                                                   | Estonia         | Partido Reformista Estonio         | Liberales y Demócratas      |            |            |
|            |            | Věra Jourová         | Justicia, Política de Consumidores e Igualdad de Género                                                                                | República Checa | ANO 2011                           | Liberales y Demócratas      |            |            |
|            |            | Günther Oettinger    | Economía y sociedad digital | Alemania        | Unión Demócrata Cristiana          | Partido Popular Europeo     |            |            |
|            |            | Pierre Moscovici     | Asuntos Económicos y Financieros, Fiscalidad y Aduanas                                                                                 | Francia         | Partido Socialista                 | Socialistas y Demócratas    | 44 12      | 32 15      |
|            |            | Marianne Thyssen     | Empleo, Asuntos Sociales, Capacidades y Movilidad Laboral                                                                              | Bélgica         | Cristiano Demócrata y Flamenco     | Partido Popular Europeo     |            |            |
|            |            | Corina Crețu         | Política regional | Rumania         | Partido Socialdemócrata            | Socialistas y Demócratas    |            |            |
|            |            | Johannes Hahn        | Política Europea de Vecindad y Negociaciones de Ampliación                                                                             | Austria         | Partido Popular Austríaco          | Partido Popular Europeo     |            |            |
|            |            | Dimitris Avramópulos | Migración y Asuntos de Interior | Grecia          | Nueva Democracia                   | Partido Popular Europeo     |            |            |
|            |            | Vytenis Andriukaitis | Salud y Seguridad Alimentaria | Lituania        | Partido Socialdemócrata Lituano    | Socialistas y Demócratas    |            |            |
|            |            | Jonathan Hill        | Estabilidad Financiera, Servicios Financieros y Unión de los Mercados de Capital                                                       | Reino Unido     | Partido Conservador                | Conservadores y Reformistas |            |            |
|            |            | Elżbieta Bieńkowska  | Mercado Interior, Industria, Emprendimiento y PYMES                                                                                    | Polonia         | Plataforma Cívica                  | Partido Popular Europeo     |            |            |
|            |            | Miguel Arias Cañete  | Acción por el Clima y Energía | España          | Partido Popular                    | Partido Popular Europeo     | 83 42      | 77 48      |
|            |            | Neven Mimica         | Cooperación Internacional y Desarrollo                                                                                                 | Croacia         | Partido Socialdemócrata de Croacia | Socialistas y Demócratas    |            |            |
|            |            | Margrethe Vestager   | Competencia | Dinamarca       | Partido Social Liberal             | Liberales y Demócratas      |            |            |
|            |            | Maroš Šefčovič       | Transporte | Eslovaquia      | Dirección-Socialdemocracia         | Socialistas y Demócratas    |            |            |
|            |            | Cecilia Malmström    | Comercio | Suecia          | Partido Popular Liberal            | Liberales y Demócratas      |            |            |
|            |            | Karmenu Vella        | Medio Ambiente, Asuntos Marítimos y Pesca                                                                                              | Malta           | Partido Laborista                  | Socialistas y Demócratas    |            |            |
|            |            | Tibor Navracsics     | Ciudadanía, Educación, Cultura, Juventud y Deporte                                                                                     | Hungría         | Fidesz-Unión Cívica Húngara        | Partido Popular Europeo     |            |            |
|            |            | Carlos Moedas        | Investigación, Ciencia e Innovación | Portugal        | Partido Social Demócrata           | Partido Popular Europeo     |            |            |
|            |            | Phil Hogan           | Agricultura y Desarrollo Rural | Irlanda         | Fine Gael                          | Partido Popular Europeo     |            |            |
|            |            | Christos Stylianides | Ayuda Humanitaria y Gestión de Crisis                                                                                                  | Chipre          | Reagrupamiento Democrático         | Partido Popular Europeo     |            |            |

Tras las audiencias, Juncker anunció diversos cambios en el colegio de comisarios, que incluyeron la entrada de Violeta Bulc por Alenka Bratusek, el ascenso de Maroš Šefčovič a la vicepresidencia de energía, y cambios en determinadas competencias como las de desarrollo sostenible, que finalmente recayeron en el holandés Frans Timmermans, y ciudadanía que pasaron del húngaro Tibor Navracsics al griego Dimitris Avramopoulos.
La Comisión Juncker salió adelante con 423 votos a favor, todos los del Grupo del Partido Popular Europeo y gran parte del Grupo de la Alianza Progresista de Socialistas y Demócratas y del Grupo de la Alianza de los Liberales y Demócratas por Europa, 209 en contra, principalmente del Grupo Confederal de la Izquierda Unitaria Europea / Izquierda Verde Nórdica, del Grupo de Los Verdes / Alianza Libre Europea y del Grupo Europa de la Libertad y la Democracia Directa, y 67 abstenciones, entre ellas las del Grupo de los Conservadores y Reformistas Europeos, así como el Partido Socialista Obrero Español y Unión Progreso y Democracia.
| Posición   | Posición previa a la votación de los Grupos políticos | Votos |
| ---------- | --- | ----- |
| Sí         | Grupo del Partido Popular Europeo, Grupo de la Alianza Progresista de Socialistas y Demócratas, Grupo de la Alianza de los Liberales y Demócratas por Europa.                 | 423   |
| No         | Grupo Confederal de la Izquierda Unitaria Europea / Izquierda Verde Nórdica, Grupo de Los Verdes / Alianza Libre Europea, Grupo Europa de la Libertad y la Democracia Directa | 209   |
| Abstención | Grupo de los Conservadores y Reformistas Europeos | 67    |

Tras la votación del pleno del Parlamento Europeo, el Consejo Europeo del 23 de octubre y 24 de octubre ratificó la Comisión Juncker, que entró en funcionamiento de manera oficial el 1 de noviembre de 2014.

## El debate federalista
El 12 de septiembre de 2012, el Presidente de la Comisión Europea José Manuel Durão Barroso realizó, durante su discurso sobre el estado de la Unión Europea en el Parlamento Europeo, un llamamiento para la creación de una federación de Estados nación en Europa. No a modo de un superestado, sino de una federación democrática en la que se comparta soberanía para que la ciudadanía pueda ejercer un mayor control. La federación europea es, según Durão Barroso, el horizonte político de la Unión Europea. Afirmó que para esto será necesario crear un nuevo tratado que modifique a los anteriores y fomentar un debate al respecto en toda Europa. Antes de la celebración de estos comicios, la Comisión Europea presentará su proyecto de estructura de la futura UE.